# Toshiba (サルミエント線・ミトレ線用電車)
Toshiba（とうしば）は、アルゼンチン・ブエノスアイレスの近郊鉄道路線であるサルミエント線とミトレ線の電化区間用として1956年以降に導入された、川崎車両、日本車輌製造、近畿車輛、東急車輛製造、および東芝（電気機器）製の電車の通称。1956年7月から営業運転を開始し、第二次世界大戦後、完全に独立した日本が最初に国外へ輸出した日本企業製の電車として歴史に刻まれた。
ここでは、これらの車両の部品を流用し、アルゼンチン国内にて改造・製作された二階建ての電車および客車についても記述する。

## 概要

### 導入までの経緯
アルゼンチンの首都・ブエノスアイレスにはサルミエント線やミトレ線を始めとする大規模な通勤・近郊鉄道網が存在するが、そのうちミトレ線の都心に近く、需要の高い区間が南アメリカ初の都市郊外電気鉄道として1916年に第三軌条方式で電化され、サルミエント線の類似区間も1931年に同様の電化が実施された。これらの電化路線にはイギリスの各企業が製造した"BTH"、"Metropolitan Vickers"または"Vickers"と呼ばれる電車が導入されたが、1950年代になると初期の木造車両の老朽化が課題となっていた。それらを置き換えるべく、1956年以降、日本各地の鉄道車両製造企業が共同で製造したのがこの"Toshiba"と呼ばれる一連の第三軌条方式電車である。

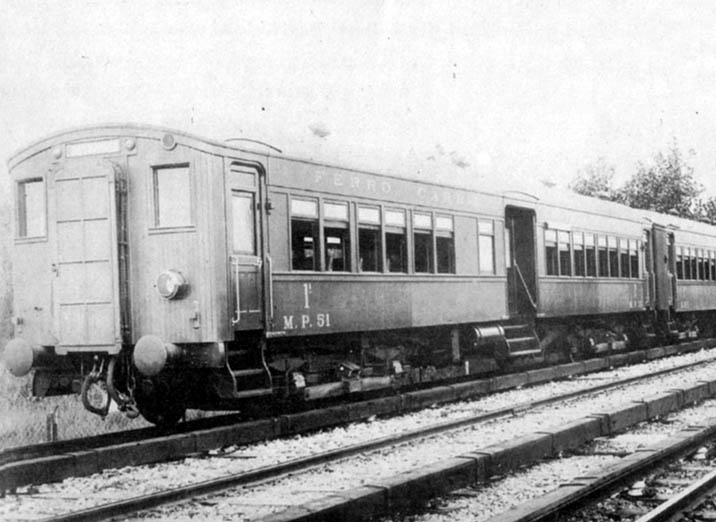
置き換え対象となった木造のイギリス製電車（ミトレ線）
置き換え対象となった木造のイギリス製電車（サルミエント線）
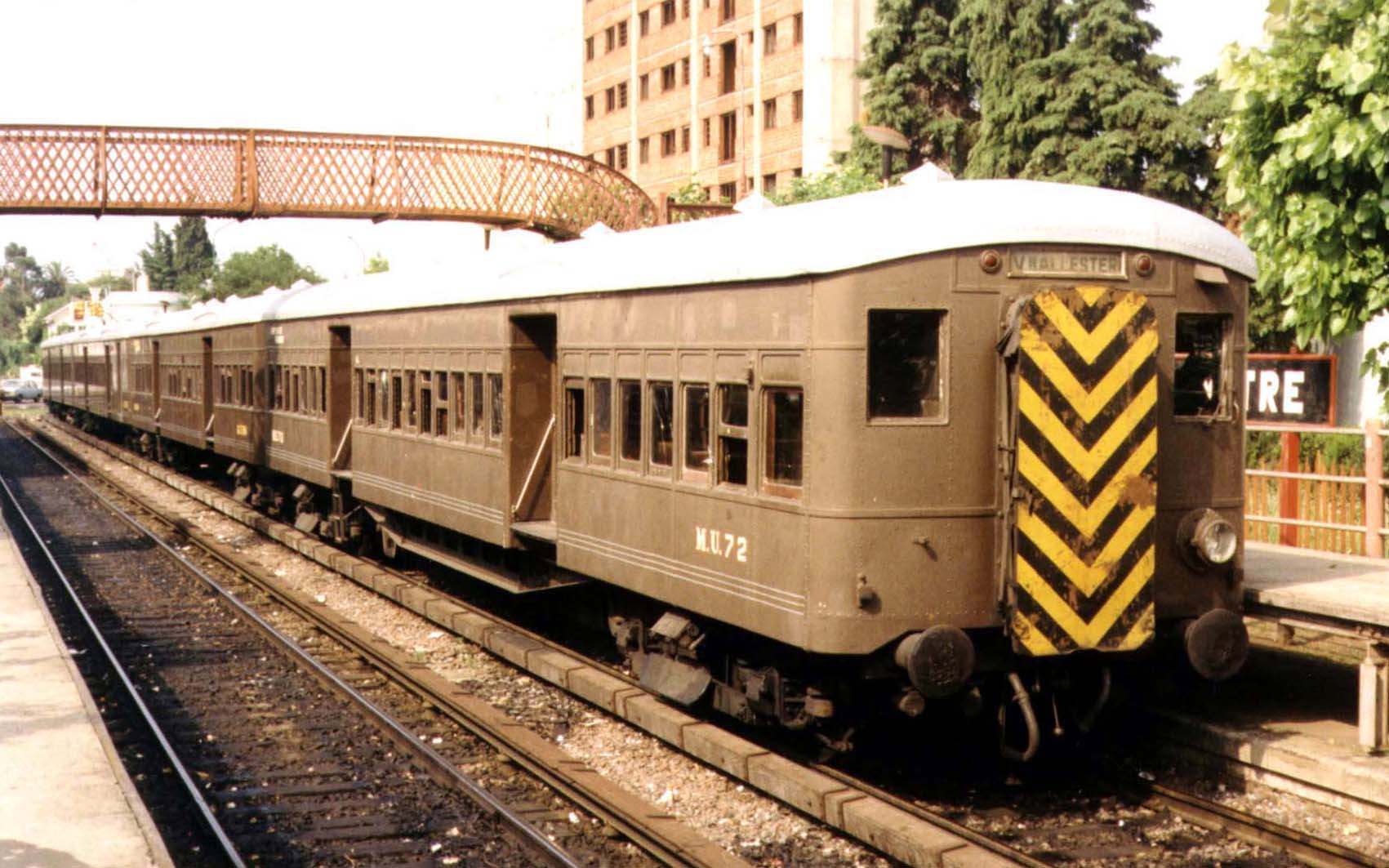
半鋼製のイギリス製電車（ミトレ線） 2002年12月までミトレ線で活躍し、一部の付随車は2019年現在も事業用客車として活躍している[9][10]。

### 車体・内装
連結器を含む全長22,300 mmの片運転台式箱型車体で、運転台後方に荷物室が設置されている車両と座席が設置されている車両、および運転台の通路を挟んだ反対側にトイレが設置されている車両の3種類が製造された。座席配置は2人掛け×2の転換式クロスシートで、テックス・スポンジを詰物に用いたビニールクロス張りになっており、製造当時の日本国有鉄道の二等車や私鉄の特急形車両に匹敵する設備である。
運転台は導入された路線によって異なり、サルミエント線用車両は右側、ミトレ線向け車両は左側に設置されており、運転台が無い側にトイレがある車両には丸い小窓が、トイレがない車両には運転台側と同様の大型窓が存在した。
トイレの形態は当時の日本国内で標準的な仕様であった「和式」と同様の「スクワット式」グループに属する、いわゆる「トルコ式」が採用されたが、これは当時のアルゼンチン国内の標準的な仕様であり、トイレ内の壁は大理石風の模様であった。
冷房は搭載されていないため、屋根上には換気装置が設置されており、1956年に落成した最初の車両は中央部に送風機を2基設置し天井内のダクトによって強制通風を行う方式を採用した一方、1959年に落成した車両以降は屋根上に天井送風機を、車内にはいわゆるファンデリアを8台を並べて設置し換気を行う方法に変更された。
登場時の塗装は導入路線によって異なり、サルミエント線用車両は車体全体に銀色、窓下に紺色の帯が塗られていた一方、ミトレ線向けは窓周りから上側がクリーム色、窓下に青色の帯が入り帯の下は赤という組み合わせであった。

### 電気機器
日本から輸出された車両の電気機器の製造は、全車とも東芝が手掛けており、1両のうち片方の台車のみに2基搭載されている（いわゆる0.5M方式）釣り掛け式・弱め界磁対応の主電動機・SE176型はこの電車のために設計されたものである。アルゼンチン側から提示された電動機の定格出力（150 HP）では最高速度120 km/hに到達する時間や加速度を始めとする性能を実現するには過少であったため、敢えて実容量（280 HP）との差が大きくなるようになっている。
制動装置は空気ブレーキ・電気ブレーキを併用する、C三動弁使用のCD/AMCD制動「電空併用ブレーキ方式」を採用しているが、制動用の機器が分散し保守点検が繁雑になる事を避けるため、高速運転に適した電気ブレーキを主体として使う事で機器の分割を避け、重量削減や床下における専有面積の縮小が実現している。なお、電気ブレーキだけでは制動不足となる場合や、事故により使用不可能になった場合は自動的に空気ブレーキへと切り替わる構造となっている。運転席に設置されているブレーキ弁はCD/AMCD制動装置に対応するMD-24-Z（MD24Z）であり、日本エヤーブレーキ製造。床下に装備されている空気圧縮機（コンプレッサー）はウェスティングハウス・エア・ブレーキのライセンスによって日本国内で製造されたDH-25-D（DH25D）で、電動発電機（MG装置）は東芝製のCLG-110Fを搭載している。
サルミエント線とミトレ線は第三軌条方式で電化されているため、集電装置は各ボギー台車に左右1箇所、1車両につき合計4箇所設置されている。絶縁と強度を考慮して設計された強化木を主梁として用い、特殊チルド鋳物製のシューを第三軌条に押し付ける形で電力を得る。
なお、採用する軌間や電化方式などが日本国内の鉄道路線と規格が著しく異なる事から、電気機器の試験は実際の車両を用いず、東芝の工場内に専用の設備を設けて実際の運転と同様の条件を課す形で行った。

## 運用

### 営業運転開始以降
最初に製造された17両は1956年3月26日に神戸港からアルゼンチン・ブエノスアイレス港へ向けて出荷され、同年5月に到着し整備が行われたあと、6月30日にアルゼンチン政府の運輸大臣などを招いた公式試運転を成功させ、翌7月からサルミエント線で営業運転を開始した。
1960年には150両の追加発注が行われ、1962年からミトレ線への導入も開始。また1971年から1976年にかけてはアルゼンチン国営軍工廠サン・マルティン将軍工場（スペイン語: Fábricaciones Militares General San Martín）でも製造が実施され、最終的に製造・導入された車両の数は364両に至った。
最初に輸出された車両には車体中央上部に"DOMINGO F.SARMIENTO"（ドミンゴ・ファウスティーノ・サルミエント、サルミエント線の名前のもととなったアルゼンチンの大統領・「教育の父」）というロゴが印字されたが、二次以降に輸出された車両には"E.F.E.A."（Empresa de Ferrocarriles del Estado Argentino 、アルゼンチン国鉄道会社の頭文字より）、ミトレ線向けに輸出された車両には"GENERAL MITRE"（ミトレ将軍）というロゴが印字された。これらのロゴは金色であり、特に最初に輸出された車両に関してはアルゼンチンより印字機を取り寄せての印字が行われたという。
ミトレ線においては、従来からのイギリス製電車が乗客用の乗り降り扉にステップを保有していることに対し、当車両は高床式プラットホームのみに対応することからステップを保有しないため、当車両に合わせた高さへ各駅のプラットホームの嵩上げが行われ、並行してイギリス製電車のステップを使用中止として乗り降りに支障が出ないようにするなどの措置が行われた。
形式名は荷物室やトイレの有無問わずM.U.と言う形式称号が与えられ、車両番号はミトレ線向けの車両は1000番台（M.U.1000-）、サルミエント線向けの車両は2000番台（M.U.2000-）であった。
1970年代に入りまもなく、新たなアルゼンチン国鉄の愛称である"Ferrocarriles Argentinos"（アルゼンチン鉄道の意味）の名のもとに国有鉄道の各種ブランドを統一することになり、サルミエント線とミトレ線で共通の塗装が採用された。それはミトレ線向け車両が採用していた上部がクリーム色、下部が赤色でその間に細い青線が入る塗装を元に、前面の塗り分けをV字から直線に変更した「ハチドリ」もしくは"FA1"（Ferrocarriles Argentinos 1)と呼ばれる塗装であり、車端上部に"Ferrocarriles Argentinos"というロゴが印字された。これにより、1971年より現地で製造された16両に関しては新車時からこの塗装で登場している。
1980年代に入ると、現地で製造された16両の台車の一部に不具合が発見され、修理に入ったことからサルミエント線で車両不足が発生。イギリス製の電車と共に運用されていたミトレ線から不足分の車両を補ったほか、当該の16両の修理がすべて終わったあと、両線の間で一部の車両が交換された。

### アルゼンチン国鉄による車両の更新工事
1980年代以降、アルゼンチン国鉄の改革により、老朽化が進行していた車両に対し車両の更新工事が開始された。当車両に対する更新工事は長い期間を掛けて実施されたため、更新時期によりその内容は大きく異なる。民営化前に行われた第一の更新工事では、
- 一部車両の車内の化粧板を張り替え、床の緑色に塗られたモルタルを同色のビニールゴムに交換
- 塗装をクリームもしくは白色をベースに、サルミエント線用は水色の線を、ミトレ線用は朱色の線を窓下に配置し、前面に"FA"（Ferrocarriles Argentinosの頭文字）というロゴを描いたものに変更
- 対象の車両番号の車体に表記される形式名をM.U.からM.へ変更[注釈 15]

という内容が施行された。この更新工事を受けた車両が纏った塗装は"FA2"もしくは"Tren Blanco"（白い列車）と呼ばれるものであり、並行して更新工事が施行された半鋼製のイギリス製電車にも採用された。これと並行して、更新工事の対象ではない車両に対しても以下のような車両の改造工事がなされた。
- トイレが設置されていた車両に対しトイレの完全撤去を施行し、そこに設置されていた丸い小窓を客席部分と同型の大型窓へと交換[注釈 16]
- 初期の車両に設置されていたラジオ受信用アンテナを撤去
- 丸い屋根であった1956年製の車両は屋根がそれ以降の車両と同じモニター屋根に順次改造され、新たに乗務員用の乗降扉を設置

### 民営化後と新たな更新工事
これらが運用されていたサルミエント線とミトレ線の運営は1991年のアルゼンチン国鉄労働組合による大規模なストライキのあとに設立された、同じく国営企業であるFEMESA（国営首都圏鉄道会社）に変更されたのち、当時のカルロス・メネム大統領の国営鉄道運営民営化政策にともない、1995年にアメリカ合衆国の鉄道企業であるバーリントン・ノーザン鉄道とモリソン・クヌードセン・レイル、およびアルゼンチンで最も大きなバス企業の一つであるグルーポ・プラサにより設立された3社合弁企業であるTBA （Trenes de Buenos Aires）に引き継がれた。当時、アルゼンチン国鉄とFEMESAの資金不足により老朽化し、サルミエント線では客用乗降ドアが閉まらない状態で運用される車両が多数存在するなどしていたことから、緊急的な側面をもちつつ、新たな第二の更新工事が1995年より、民営化前に更新されていない車両に対し開始され、1995年から1996年にかけて64両、1996年から1997年にかけて95両に施行された。内容は、
- 床材の緑色に塗られたモルタルの表面を剥がし、新しい灰色のゴムのものと鉄板（主電動機上部分）に交換
- 化粧板をクリーム色もしくは灰色の木目調のものから白のものへ交換
- 座席を従来の転換クロス式から灰色のFRP製（座面にはスポンジを使用）のものに交換し、同時に座席配置を相反式へ変更
- トイレが残存していた車両からトイレを完全に撤去し、同部分に座席とそれに対応する通常の側窓を設置
- 一部の先頭に立つ車両の貫通幌を撤去
- ごく一部の車両の窓下前照灯を角型から丸型へ交換し、同時に前面右側の白熱灯を撤去
- すべての車両の客用乗降ドアを修理
- 塗装を車両両端を黄色、中央を茶色とするものへ変更（俗に「ピエロ」と呼ばれる）

というものであった。
これに続き、1996年には車体の台枠・骨組以外の全てを新しく作りなおした"UMAP"という編成が登場した。この車両は3両で1編成を構成する固定編成である。詳細は後述のリニューアル車両"PUMA"をご覧いただきたい。
2000年からは後述の"PUMA V.1"の登場に伴い、"PUMA V.1"が導入されなかったサルミエント線向けの新たな第三の更新工事が当時のフェルナンド・デ・ラ・ルア大統領の元で結ばれた「48両の東芝車の改造契約」に基づき施行された。この工事では、車両の性能は従来と変わらないものの、内装は冷房装置以外は後述の"PUMA V.1"と同様にするというものであった。内容は、
- 先頭車となる車両の前面の幌を撤去し、同時に貫通扉を撤去
- 先頭車の連結器まわりに排障器（スカート）を設置
- 編成の中間に組み込まれる一部の車両の運転台を撤去し、同部分の窓を埋め込み
- 車内の化粧板をクリーム色もしくは薄い木目調のものから水色のものへ交換
- 床材を従来の表面が緑色に塗られたモルタルを薄くし、その上に灰色のゴム（主電動機上は鉄板）に交換
- 座席を転換クロス式から水色のFRP製のもの（第二の更新工事のものと同様）による相反式、もしくは"PUMA V.1"と同じFRP製のものによるクロス式に交換
- 客席横の窓を一段・下段上昇式から二段・下段固定上段下降式のものへ変更
- 塗装を"PUMA V.1"と全く同様の塗り分けの、白地に窓周りが水色・窓下に細い青線のものに変更

というものであった。この車両は"PUMA V.1"に次ぐ「新たな新車両」としての役割を果たすと考えられていたことから、"PUMA2"もしくは"Toshiba2"と呼ばれる。
上記の"Toshiba2"の登場に続き、同じく「48両の東芝車の改造契約」の一環として翌2001年よりサルミエント線およびミトレ線へ第四の更新工事を施工した車両が導入された。この車両の更新工事の内容は上記の第二の更新工事と、塗装は"Toshiba2"とほぼ同様であるが、
- 座席を後述の"PUMA V.1"と同様のものに変更
- 一部車両の車体側面の窓を一段上昇窓から下段固定・上段下降の二段窓へ交換
- 大半の先頭に立つ車両の先頭窓下の前照灯を白熱灯・角型灯から丸型灯へ交換し、白熱灯を撤去
- 車両先頭部分の塗装を車体側面と同様のものへ変更

という点で異なる。この中には車体側面の窓が一段窓から二段窓へ交換されたものの、一連の更新工事で重点的に行われた車内化粧板・床材と握り棒・吊り革、先頭の白熱灯などの交換は一切行われなかった車両（簡易更新車）が数両、主にミトレ線用に存在することが特徴であり、民営化前に第一の更新工事を施行された車両もこの工事の対象となった。
同じ頃、サルミエント線に一両すべてが荷物・自転車用のスペースとなった車両が14両登場した。この車両は網棚と握り棒・吊り革と運転台・乗務員室以外はすべて撤去されており、自転車や大きな荷物を持ち込んで乗車することに最適で、また座席が一切存在しないことから混雑時の立ちスペースとしても便利。車体全体が水色で窓周りが青の塗装を採用し、サルミエント線の基本9両編成のうちの1両として連結された。
1998年から2002年にかけて、60両を超える"Toshiba"が後述の"PUMA V.1"へ改造されたことにより、従来からの"Toshiba"の車両数は減少した。
2002年12月より、"Tren Cartonero"（厚紙回収労働者専用列車）という臨時・時刻表に掲載されない特殊な運用に3編成・15両（2002年度）と2両（2003年度）が導入された。この運用に使われる車両に対しては車内の座席を全て撤去し、「安全のため」の金網を車体外側の窓部分に設置するという工事が施行された。改造された車両は第二の更新工事を受けたもの、および未更新のものであった。この列車の運用および概要についてはスペイン語版ウィキペディアのページ・es:Tren Cartoneroを参照。
2003年から2004年にかけて、登場時からの一段上昇窓を保持する大半の車両に対し、車内において窓と並行して設置されていた金属製のブラインドがすべて撤去され、代わりにビニールのカーテンの設置もしくは窓に遮光フイルムを張る作業が行われた。TBAは「反破壊工事」と発表したものの、実際には2001年12月の債務不履行より同国内での金属の価格が非常に高騰しており、会社がこのブラインドを金属スクラップとして売却することで生まれる莫大な利益を狙ったものとされている。
この当時、引き続き第四の更新工事は進められていたものの、2005年以降は当時のネストル・キルチネル大統領の鉄道政策の一つとして、完全に車両を更新した"PUMA V.2"への改造を重点的に行うことになったため、従来の"Toshiba"の更新工事は終了。"PUMA V.2"の導入が迫るサルミエント線では編成中の中間封じ込め先頭車両の運転台の撤去を進め、両線、特にミトレ線では改造により1両の半分を荷物置き場とした車両が投入されるなどの変化も見られたものの、この二件を除くとTBA誕生時に登場した第二の更新工事の車両が纏っていた黄色と茶色の「ピエロ」と呼ばれる塗装を、第四の更新工事の車両が纏う、白と水色と青い細線が特徴である"PUMA"と同様の塗装へ塗り替えることや、更新で交換される座席が路線バス用の軽量プラスチックのものへ変更されたことなどに留まった。

### 老朽化の進行と運営者の整備不足
当時のネストル・キルチネル大統領のもとで経済の再建がなされ、再び経済成長が進み始めた同国では、経済活動の活発化により首都圏の鉄道路線全体で月曜日から金曜日の朝と夕方の乗客数が増加しており、特にその時間帯におけるサルミエント線では民営化直前と同様、混雑と慢性的な車両不足により車両の客用乗り降りドアの集中ロック機能を解除した状態で運転されることが常態化していた。車両の慢性的な不足は経年によりこの"Toshiba"の交換部品が減少していたことにより運用から外れる車両が一定数存在したことや、ミトレ線で運用されていたイギリス製電車の置き換えるために、老朽化が進んだ初期車を含む一定数の"Toshiba"をサルミエント線からミトレ線へ移動、"PUMA V.1"へ改造したうえで同線へ投入した代わり、ミトレ線からサルミエント線への同数の車両の移動は行われなかったことなどによるものであった。
さらに、2001年12月の債務不履行の後に制定された「緊急鉄道法」による「鉄道インフラ・経営救済補助」の一環として、TBAを始めとする各民間鉄道事業者へ多額の補助金が政府から提供されたにもかかわらず、TBAの保有する鉄道関係の設備はますます老朽化し、列車運行上のトラブルや事故も増加するという不可思議な現象が発生。利用者からの苦情も増加し、「補助金が適切に使用されていない」という意見が現れるようになった。
一度更新工事を受けた車両は"PUMA"に改造されることがない限り、車両の「全般検査」はおろか、「主要部検査」と呼ばれる定期的な整備までも受けることがなかったということが後の調査で判明している。
これらの多額の補助金の多くは、TBAの社長及びその親会社であるグルーポ・プラサの幹部、最高責任者が不正に使用しており、その内容は豪遊旅行などであったということが後の調査で判明した。
このほかに、老朽化が原因とみられる、主電動機や主抵抗器からの発煙なども発生するようになり、運用に入る車両が減少。前述した各更新工事の内容と編成の構成の関係はこれ以前から曖昧であったが、さらに曖昧となり、サルミエント線では未更新の車両から"Toshiba2"まで各種の混結編成、ミトレ線ではMK更新工事の車両が後述の"PUMA V.1"の冷房を搭載していない編成に組み込まれた編成などが見られるようになった。そのような状態での運用は車両数の減少による混雑の発生という形で利用者に大きな影響を与え、2005年秋にサルミエント線のアエドにおいて、利用者は大規模な抗議集会を実施。そこに「過激派」と呼ばれる集団も合流し、駅設備や"Toshiba"2編成（"Toshiba"と"Toshiba2"のそれぞれ一編成づつ）
にガソリンを撒き、火をつけて全焼させるという大きな事件へ発展するに至った。
これらの状況を打開すべく、TBAは同年内に"Toshiba"を改造した二階建て車両を試作し、将来的にサルミエント線で運用すべく展示会を行った。この車両は付随車であり、主電動機を搭載した電動車の挟まれて運用される必要があるものの、意欲的な取り組みとして高い評価を手に入れた。この展示会とサルミエント線における放火事件の数カ月後の同年12月28日、後述の"PUMA V.2"の2階建て車両を挟んだ車両1編成がサルミエント線に登場、運用を開始した。
翌2006年、政府とTBAは「58両の東芝電気自動車の復旧と近代化」という計画を策定。これはサルミエント線で運用される"Toshiba"を更新する工事であり、当初の予定では2006年度内に実施されるはずであったが、未更新の車両を後述の"PUMA V.2"および"PUMA V.3"へ改造する工事が優先され、実際にはその先何年にも渡って先伸ばしにされた結果、2009年から2011年にかけて施行された。この計画の内容は、
- 塗装を後述の"PUMA V.3"と同様の車体全体を紫、窓下に銀色の線と白い細線を配置したものへ変更
- 車体・車内の補修

というものであった。
2007年には上記の特別運用"Tren Cartonero"が経済状況の回復と対象の労働者の社会活動参加の取り組み推進により廃止され、使用されていた3編成は通常の運用に使用するために改造されることとなり、その際にこの3編成に3両が含まれていた1956年製造の丸い屋根の車両が消滅することとなった。同年にはミトレ線で運用されていた最後の未更新の車両も"PUMA"へ改造され、緑色の転換式座席を持つ車両も消滅した。
サルミエント線で運用される一両すべてが荷物室の車両に関しては、整備不足で窓にガラスが設置されず、下半分のみを板で覆ったような状況で運用されることが行われており、改造時に設置されていた握り棒と吊り革も撤去され、禁煙の編成中で唯一の「喫煙スペース」として使用する利用者が問題となったほか、一部の車両が車両番号を変更せずに電装解除され付随車となった。
2010年代に入ると整備不良により車両全体の痛みがかなり目立つようになり、サルミエント線では通常に運用される車両のなかに、車体に腐食による劣化から発生したとみられる穴が開いている車両が存在することが判明。しかし、上記の理由による車両不足を解消するために同線へ車体を完全に新造した二階建て車両を連結する"PUMA V.4"（後述）の改造が遅れ、運用数を満たすために車体に穴が開いた車両も運用を続けることとなった。
この時期、TBAはミトレ線とサルミエント線で発生した後述の重大事故により政府から運営権を取り消しされ、再び国有化されることとなった。国有化までの手続きが行われた2012年から2013年の間、両線の列車運行は政府とメトロビアスが中心となって形成したUGOMS（Unidad de Gestión Operativa Mitre Sarmiento、ミトレ・サルミエント緊急運営組織）によって行われ、その際に本形式は再び大きな更新工事を受けることになり、その更新工事を受けた車両は車体全体を水色で塗装し、窓下に銀色の太線を配置した塗装となった。
2010年代の動きはToshiba (サルミエント線・ミトレ線用電車)#引退とその後を参照。

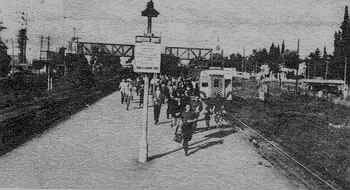
サルミエント線用初代塗装 白黒写真
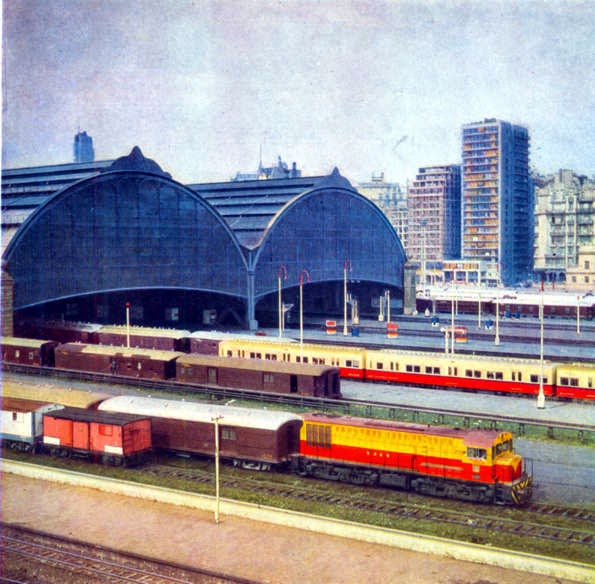
ミトレ線用初代塗装 写真中央
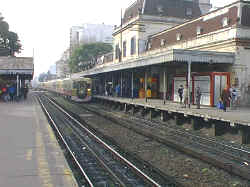
"Ferrocarriles Argentinos"塗装 サルミエント線
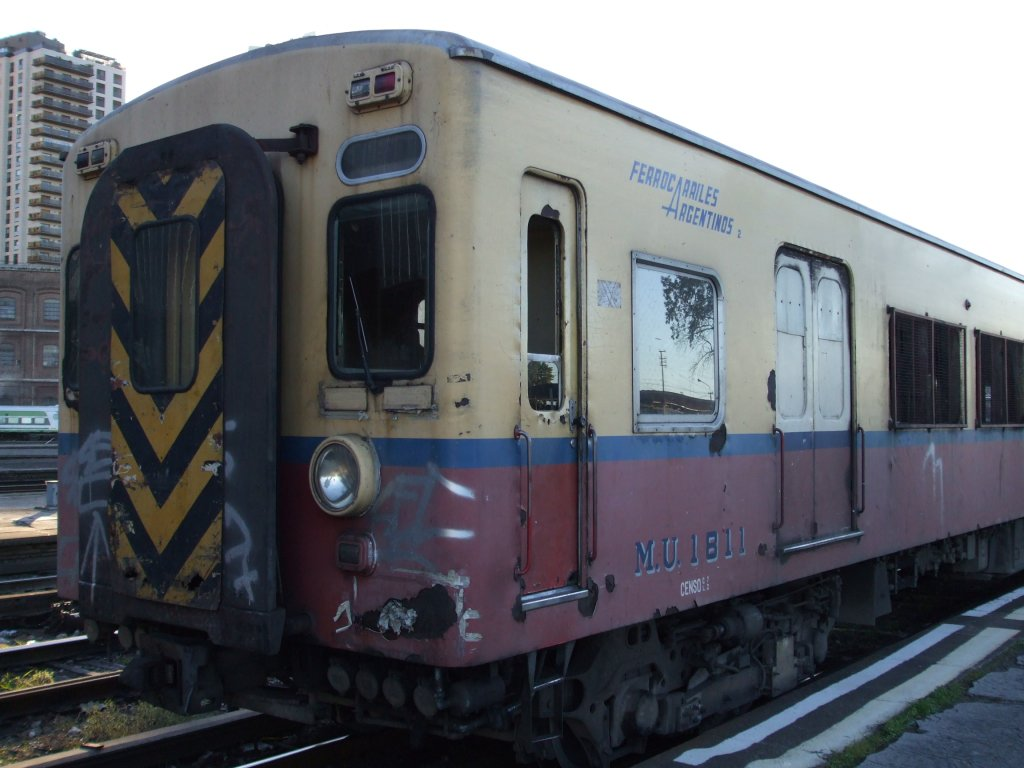
"Ferrocarriles Argentinos"塗装 ミトレ線 写真は厚紙回収労働者専用列車・"Tren Cartonero"の車両で、窓に金網が設置されていることがわかる
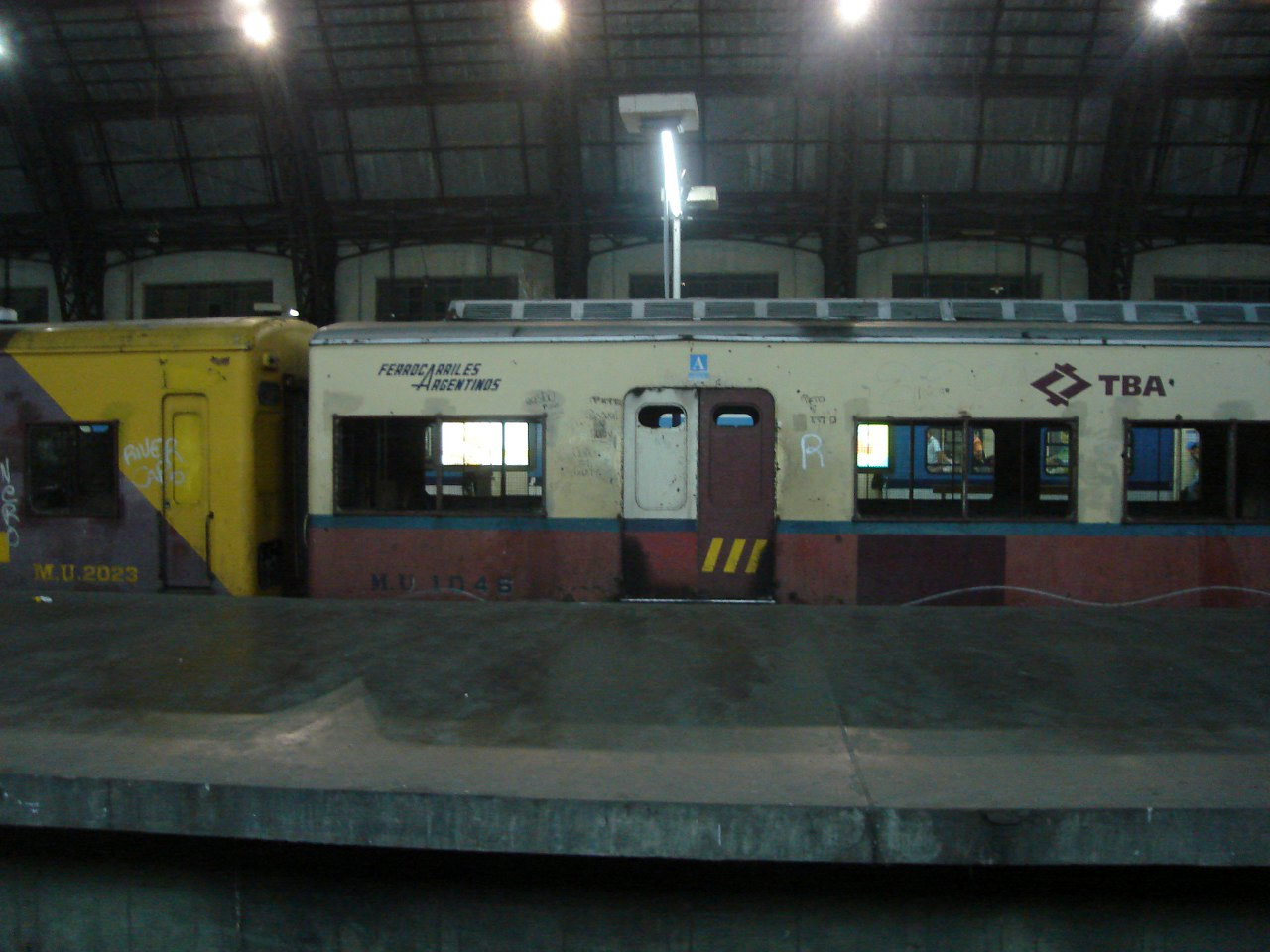
右 - "Ferrocarriles Argentinos"塗装 左 - 「ピエロ」と呼ばれるTBAの初代塗装 写真は"Tren Cartonero"の車両
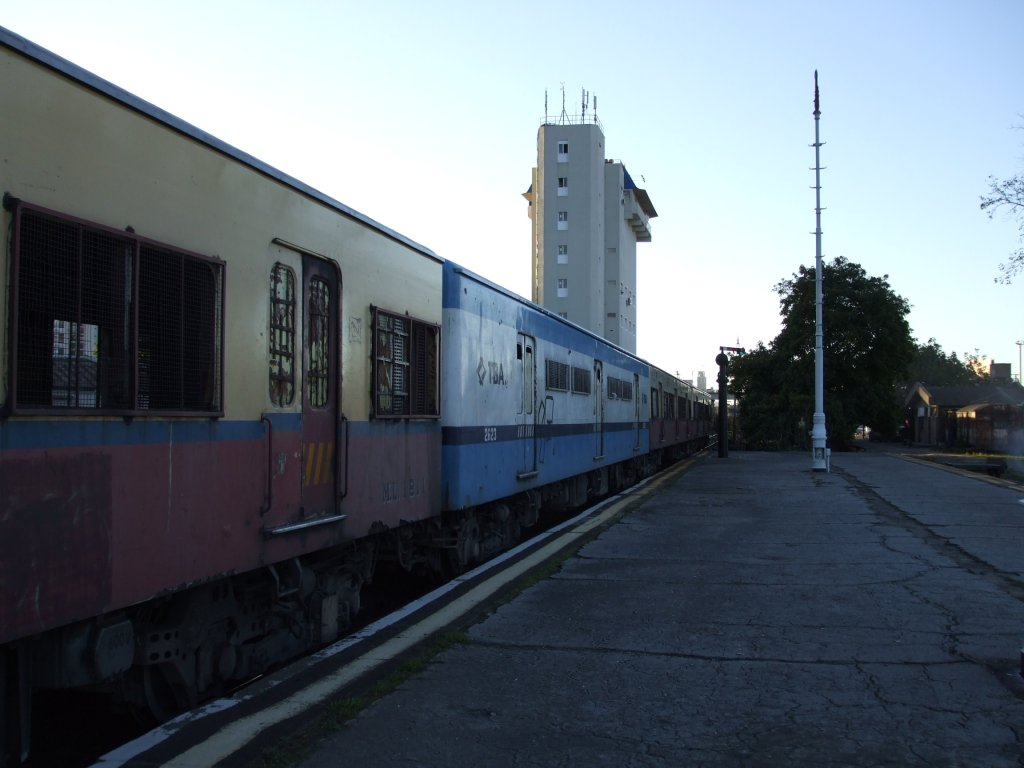
TBAの全室荷物車（白地）塗装連結の編成 ミトレ線
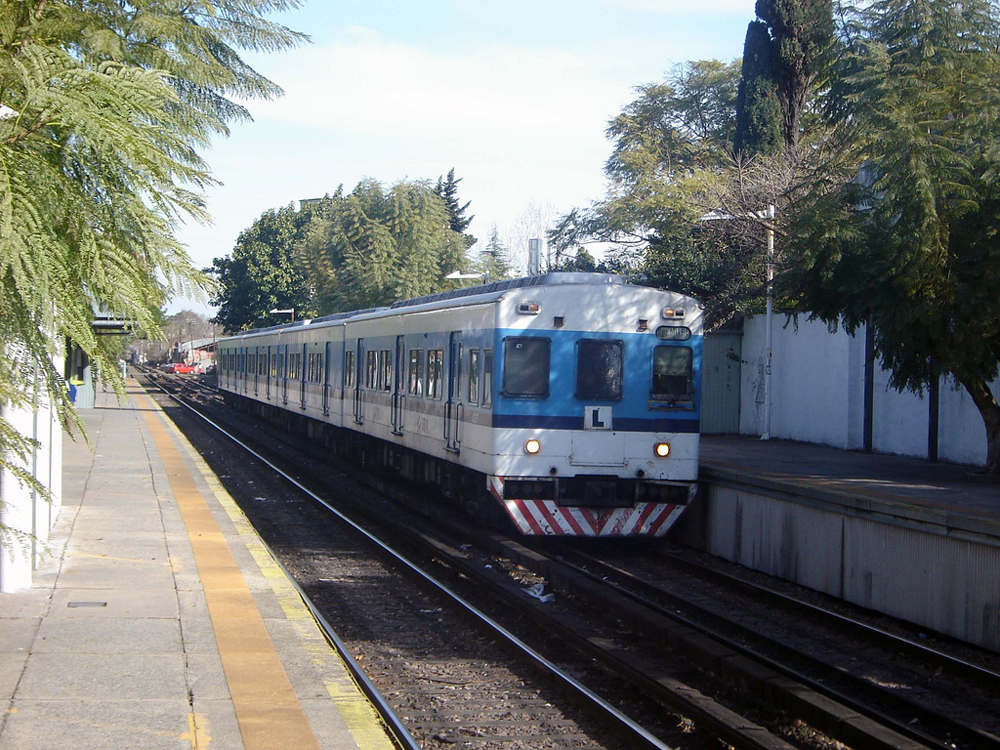
白・水色・青線が特徴のTBA二代目塗装 ミトレ線
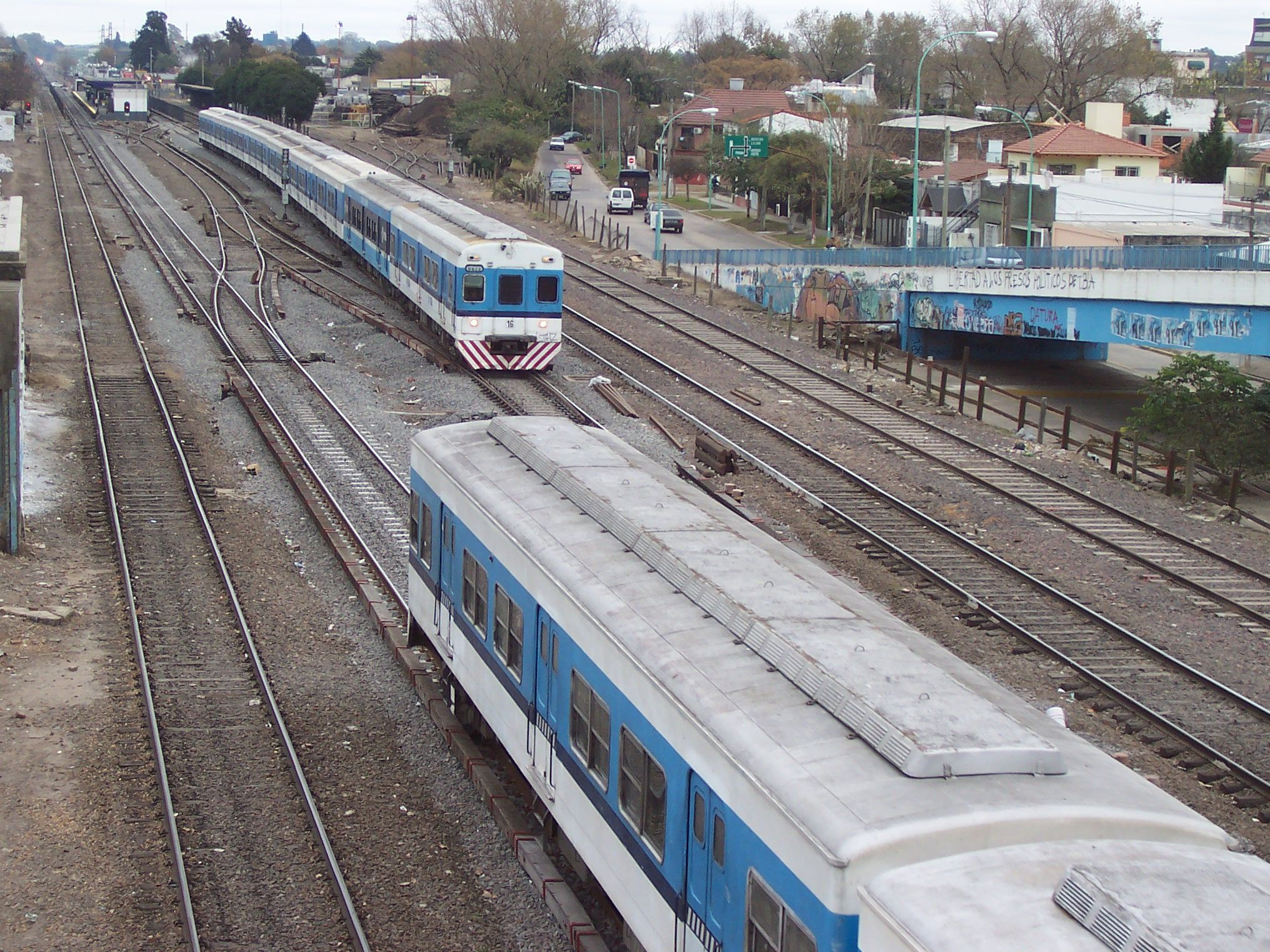
全室荷物車（水色地）塗装連結の編成 サルミエント線
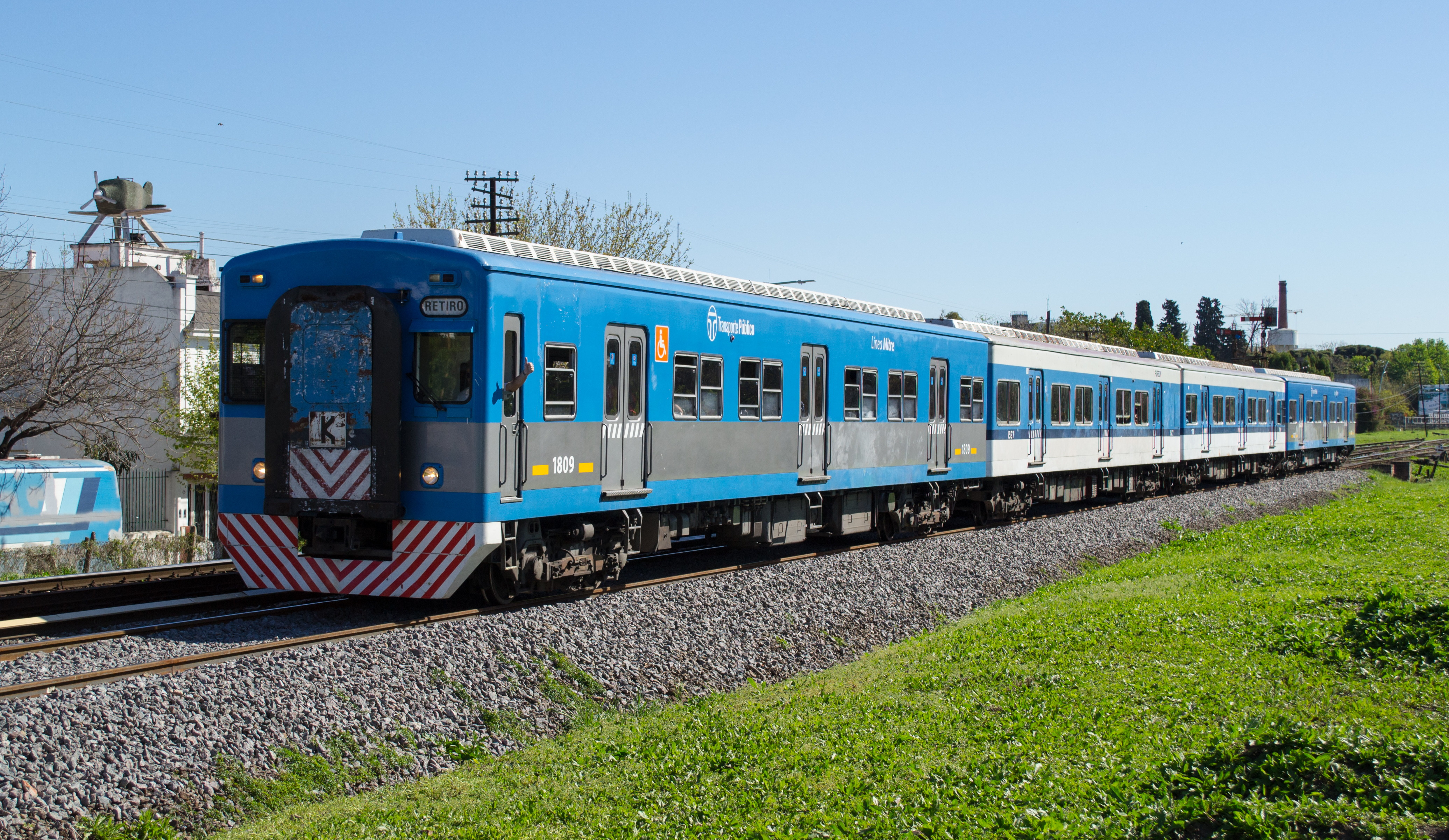
UGOMS塗装（1・4両目）とTBA二代目塗装（2・3両目）の混結編成

## リニューアル車両 "PUMA"
1990年代、民営化を行ったアルゼンチン国鉄からサルミエント線とミトレ線を引き継いだTBA（Trenes de Buenos Aires、トレネス・デ・ブエノスアイレス）では、前述のように緊急的な車両整備と更新を行う傍ら、老朽化が進んでいたこれらの"Toshiba"電車を全て置き換え、400両を越える完全な新車を導入する計画であった。しかし、新車を導入する資金が確保できず、国からの補助を受け"Toshiba"電車を大幅にリニューアルする工事を開始した。
内容は、
- 車体更新（雨樋を撤去し張り上げ屋根に改造）
- 車内の大幅な更新（天井を含む化粧板と座席をFRP製の物に、吊革が設置される吊り棒を新品へ交換し、万が一の破損した際の対策を行うとともに、近代的で「快適な」雰囲気を創り出す）
- 床下機器をカバーするボディーマウント構造の採用（PUMA V.1とV.2の初期改造車のみ、2000年代終盤に台車周りを除き撤去）
- 前面非貫通化（PUMA V.1には貫通扉を残す車両も存在）
- 全室運転台化（上記車両は対象外）
- 中間車の運転台撤去による固定編成化（上記車両は対象外）
- 細かい温度調節が可能な冷暖房完備の空調設備搭載（一部例外が存在する）
- 電気指令式空気ブレーキとチョッパ制御装置の採用を中心とした電気機器の更新
- 運転操作の近代化（ワンハンドル式のマスター・コントローラーに交換）

など多岐にわたるものである。
試作車は1996年に完成し、当初これらの車両は"UMAP"（Unidad Múltiple Argentina de Pasajeros）と呼ばれていたが、後にアルファベットの順番を変え"PUMA"と言う名称に変更された。"PUMA"への改造は1998年から2012年まで行われたが、全体の約半数に近い車両は"PUMA"に改造される事は無く、前述の車内のリニューアルのみの施行で引退まで活躍した。
改造内容や改造時期に応じて、"PUMA"は以下の4種類へと進化した。
- PUMA V.1 - 最初に改造が実施されたバージョン。1998年に"UMAP2"として最初の車両が完成し、翌1999年から営業運転に就いた。改造は2002年までの間に60両に施行された[28]。当初導入された車両は前面が大型1枚窓、側面窓も固定式であったが、2002年に導入された車両はいたずらによる投石[注釈 20]や飛び石による被害やエアコンの故障多発などの状況を考慮し、前面が3枚小型窓に、窓は2枚に1枚の上部が開閉可能な仕様に変更された。主電動機を除き電気機器も一新され、電源装置に静止型インバータが採用され、空気圧縮機も電気指令式空気ブレーキに対応した新型のものとなり、客用の乗り降りドアと車両間の貫通扉には「ソフトタッチ」ドアボタンが設置された。車内天井にはテレビが設置され、高音質のスピーカーも目玉であったほか、座席と冷房が設置されていない、自転車を持ち込み可能かつ混雑時には立ち席車両としても機能する"Coche Furgon"（荷物車）、またそれが半室構造になった"Coche Semifurgon"（半室荷物車）も登場した。中間車については一部車両に運転台が残されており、それらが先頭に立つ運用も存在した[37]。一両あたりの定員は64人[38]。なお、これらPUMA V.1は最後まで運用を続けていたイギリス製の"Metropolitan Vickers"と呼ばれる半鋼製電車を置き換えるために、ミトレ線のレティーロ・ミトレ - ティグレ間に投入された[39][40]。一部の編成は"Toshiba"と混結されて運用されることもあった。2002年にミトレ線のレティーロ・ミトレ - ホセ・レオン・スアレス間用に導入された3編成は片方の先頭車の運転室側半分が荷物室の"Coche Semifurgon"となっている。この3編成の登場により、同区間で最後の活躍をしていたイギリス製の半鋼製電車は完全に置き換えられ、電車としての70年以上に渡る長い運用を終えた。登場時の塗装は車体の下半分を白、上半分を水色、その間に細い青線を配置したものであったが、後述の"PUMA V.3"の登場後にそれと同様の紫を基調としたものに塗り替えられた車両も登場した。

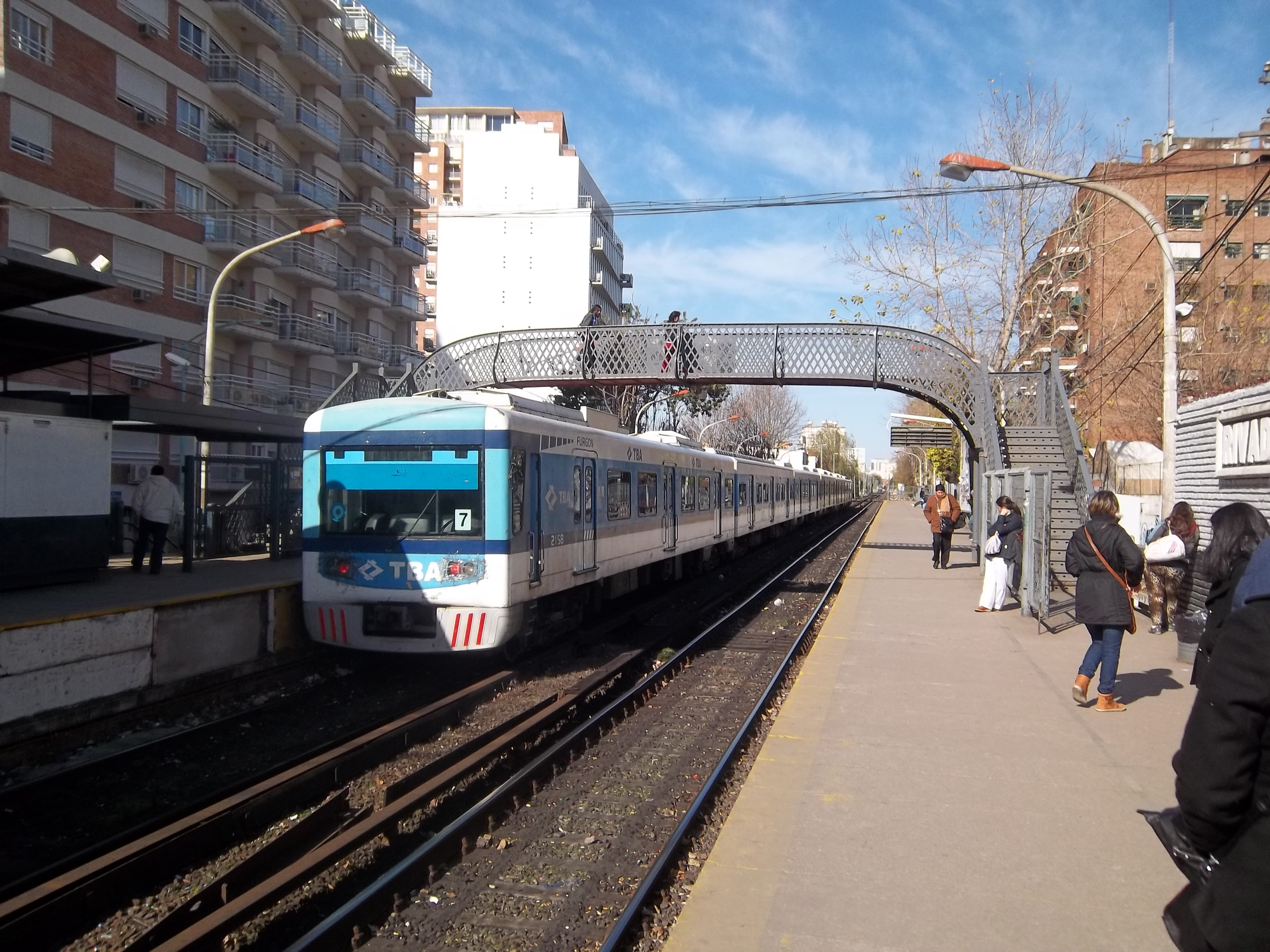
"PUMA V.1"
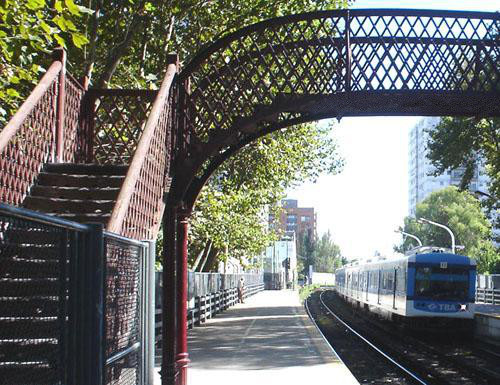
登場時の"PUMA V.1"はボディーマウント構造を採用していた
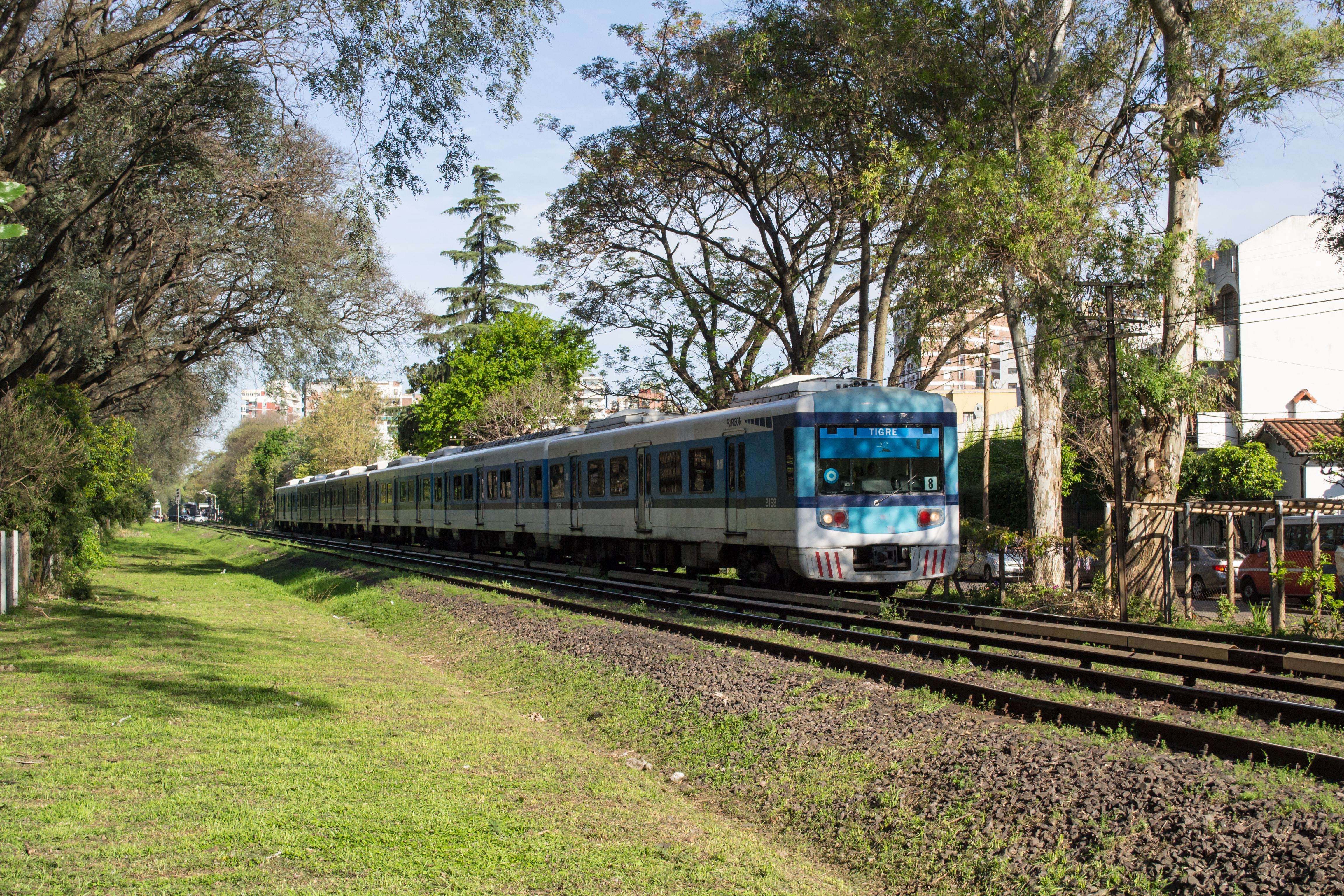
"PUMA V.1"の自転車等を搭載可能な荷物車（前から2両目の車両）
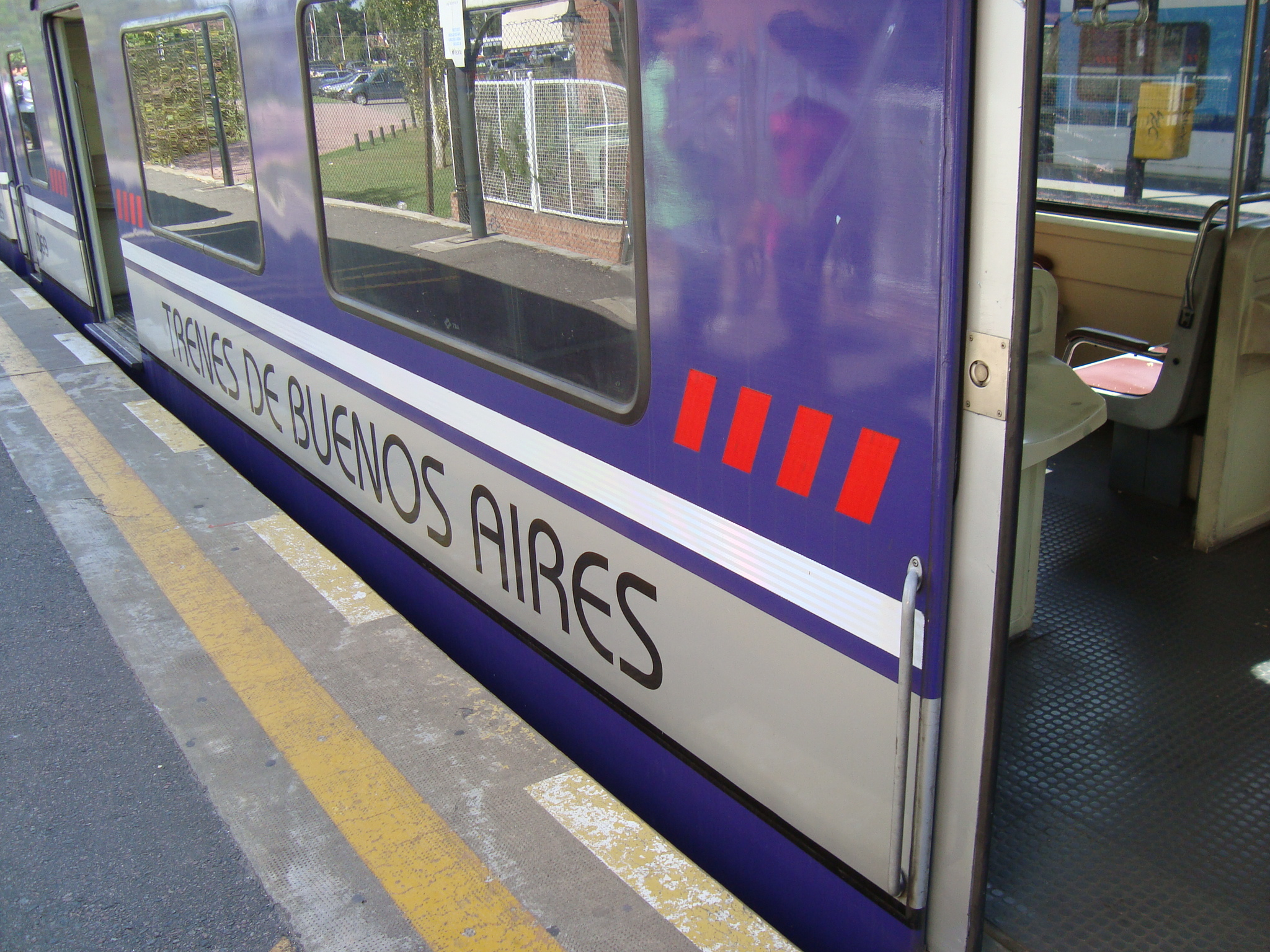
初期の"PUMA V.1"の固定窓とドアボタン
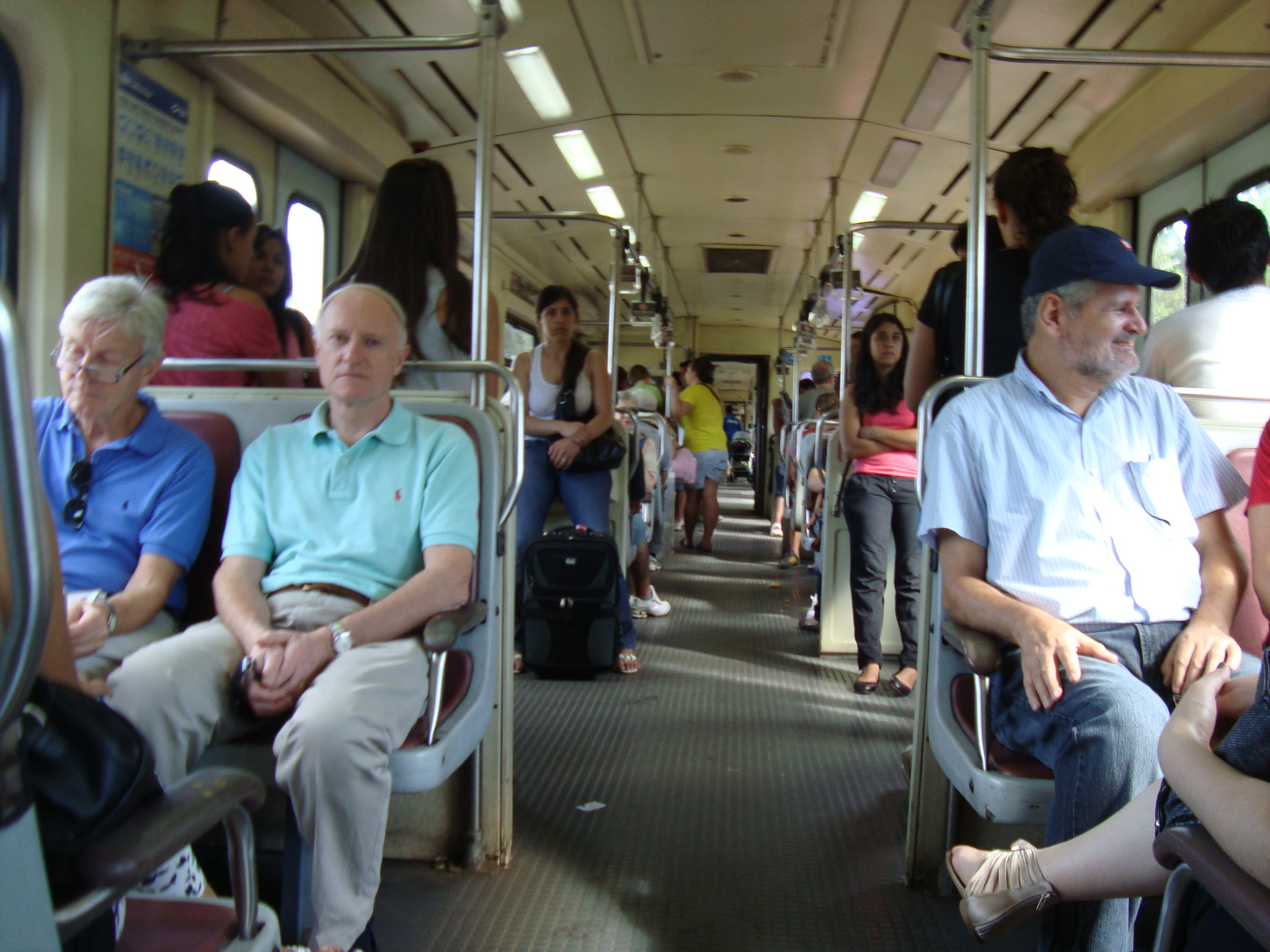
"PUMA V.1"の車内
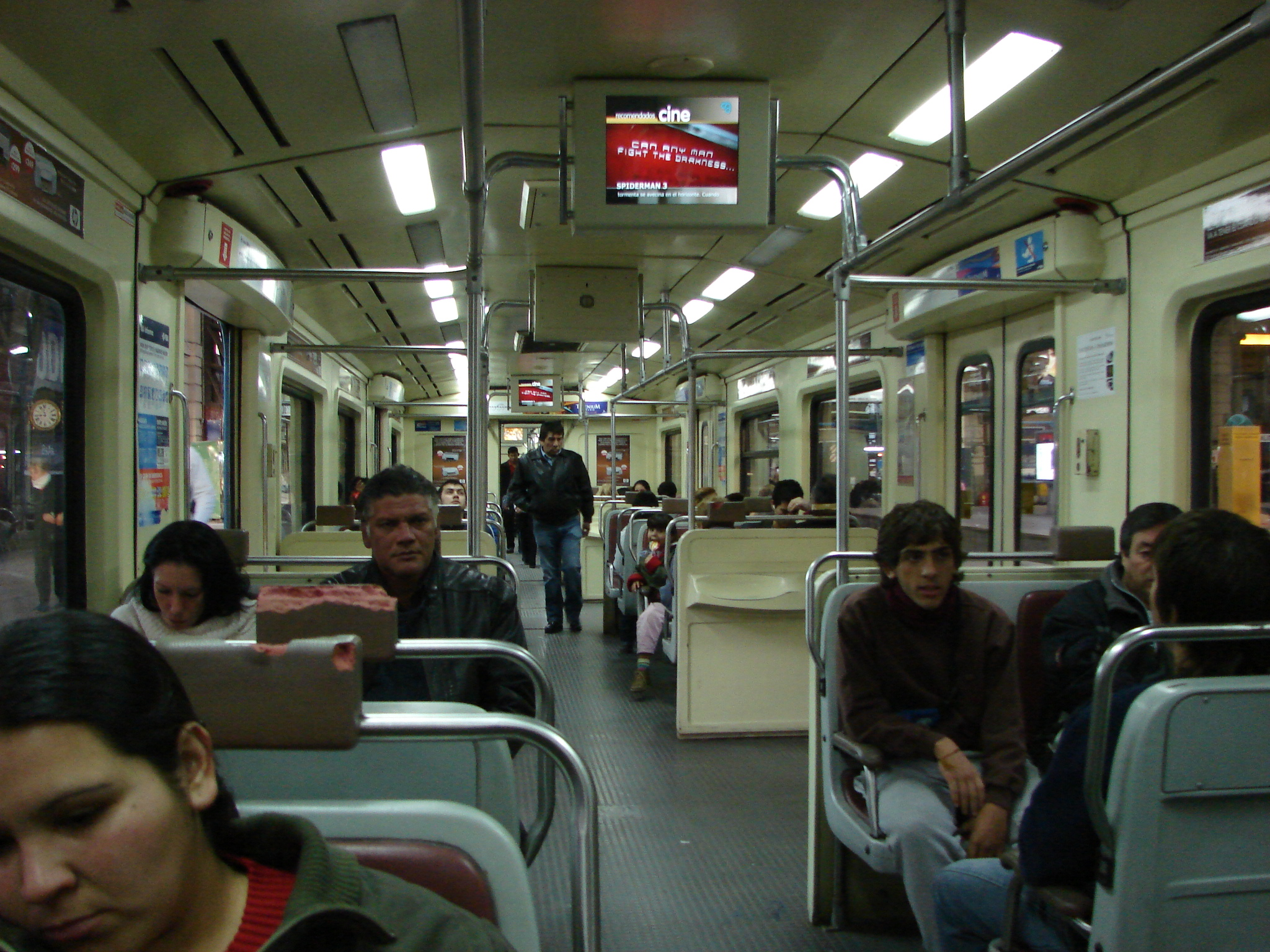
"PUMA V.1"の車内
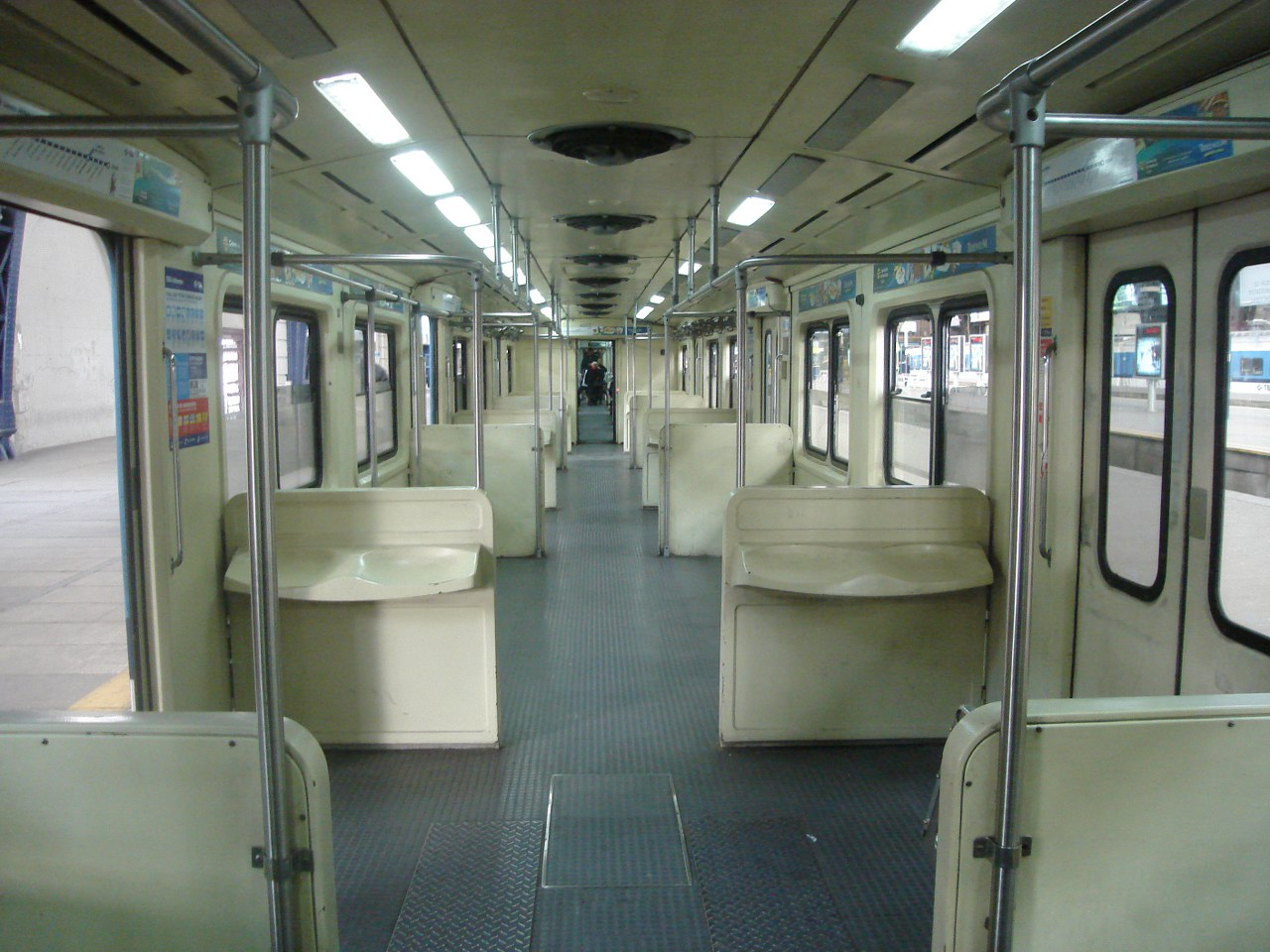
"PUMA V.1"の自転車等を搭載可能な荷物車の車内 座席と冷房が設置されておらず、開閉可能な窓と天井のファンデリアが確認できる

- PUMA V.2 - "PUMA V.1"の運用実績に基づき2004年より導入された2次車。中間車は全て運転台が撤去され完全固定編成となった。改造時期に同国で債務不履行（デフォルト）に関連する「経済危機」が発生し、更新工事に必要な金属等の値段が高騰した事により、側面窓が小型のものに変更されるなど"PUMA V.1"に比べ使用する材料が簡素化されている点が特徴。2005年に登場したサルミエント線向けの9両1編成については定員増加を目的に「新造」した2階建て車両を中間に4両連結しているほか、車体側面の窓が"PUMA V.1"と同様の大型のものとなっている[37][41][注釈 21]。この2階建て車両を連結した編成"Tren doble piso"の窓配置は"PUMA V.1"と同様であり、のちに後述の"PUMA V.4"の登場に合わせ車両編成が変更され、"PUMA V.4"と同様の2階建て車両と1階建ての車両が交互に連結されるように組み変えられた[42][43]。一部の車両は後述の"PUMA V.3"と混結されて運用された。塗装は二階建ての車両も含め前述の"PUMA V.1"と同様であったが、"PUMA V.3"と混結した編成は車体全体が紫、窓下を銀色の線で塗装したものを採用した。

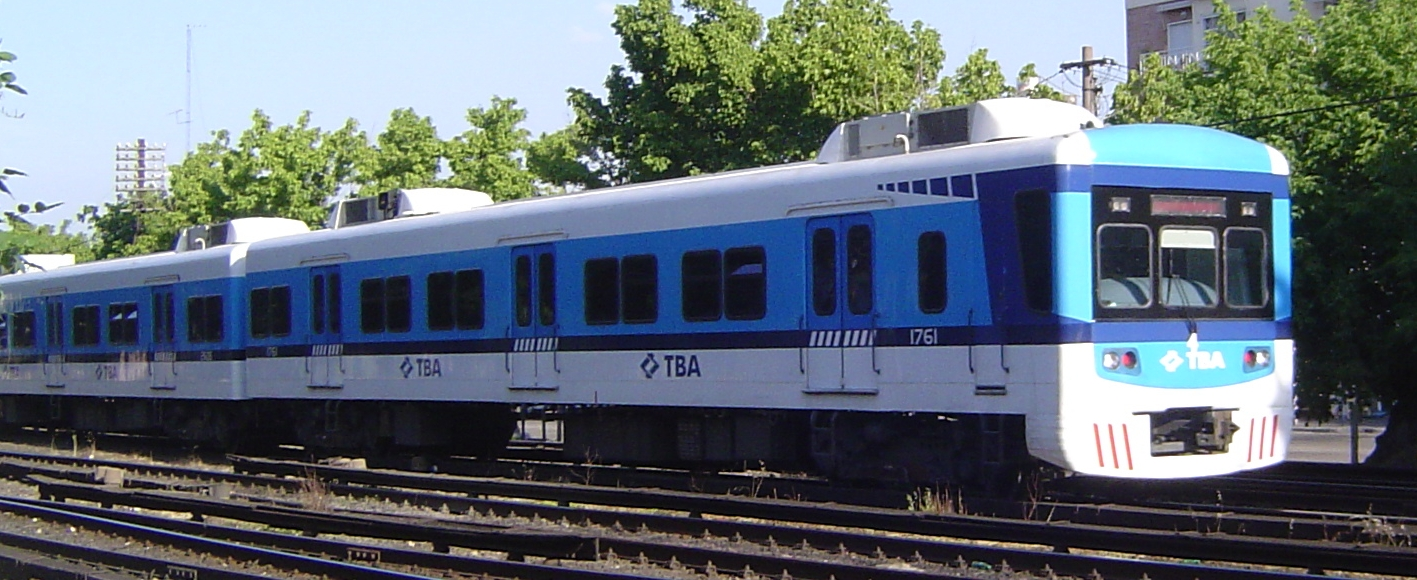
2005年にサルミエント線に投入された"PUMA V.2" 前面窓が3枚小型窓に変更されている
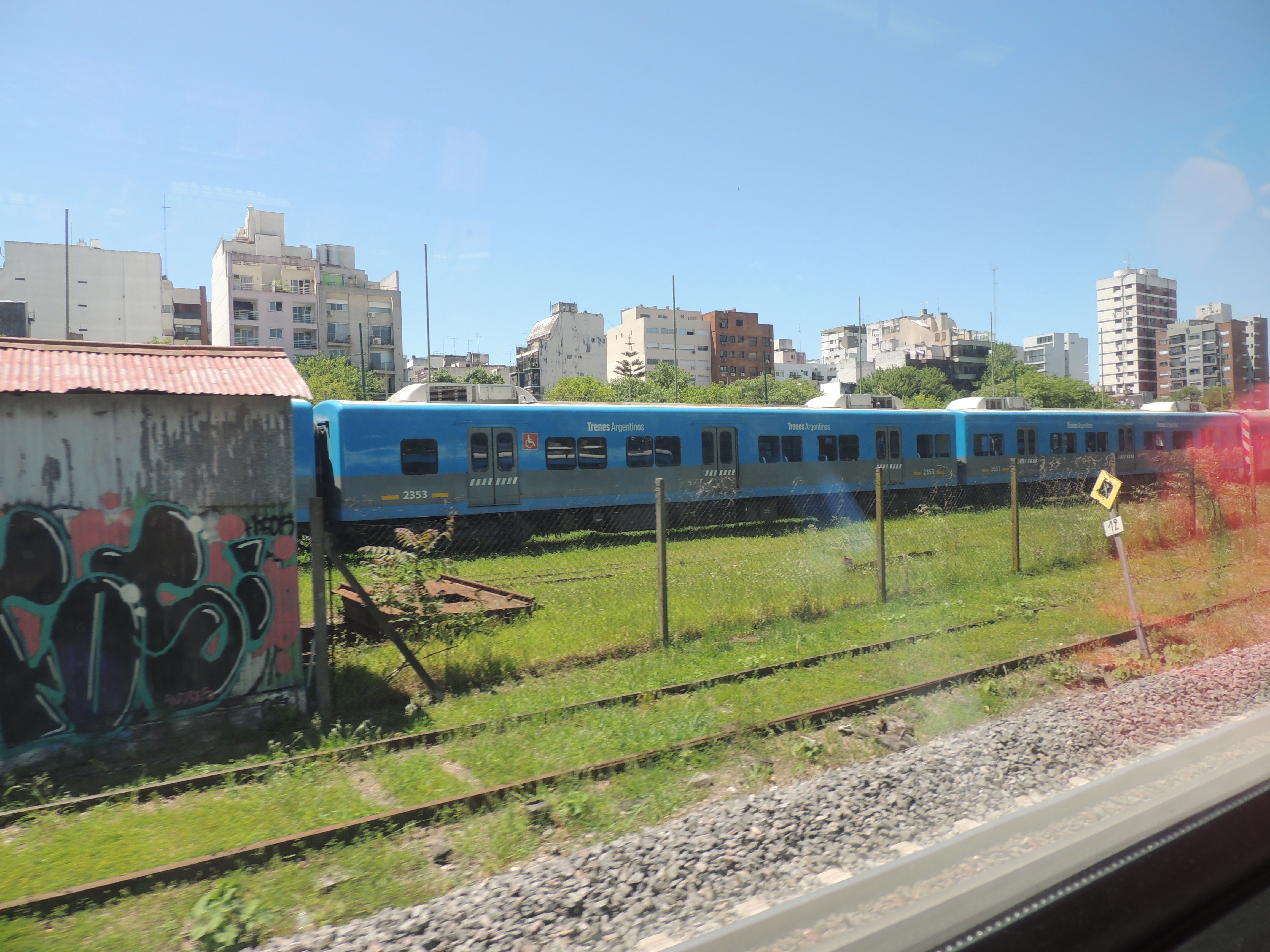
"PUMA V.2"の中間車
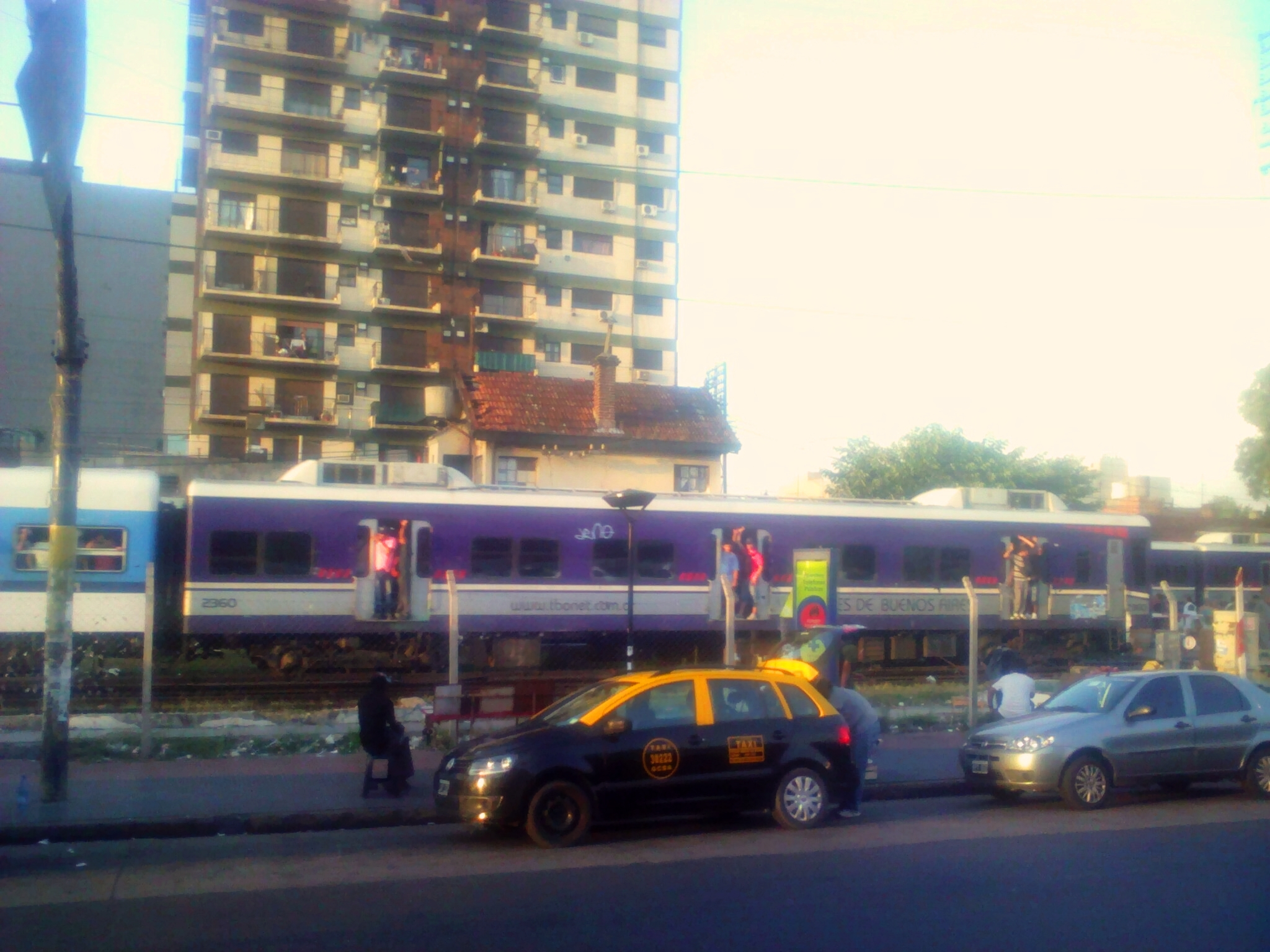
サルミエント線の"PUMA V.2"の荷物車（写真左）には冷房装置は搭載されていない 車内に収まらなかった乗客がドアの外にはみ出している
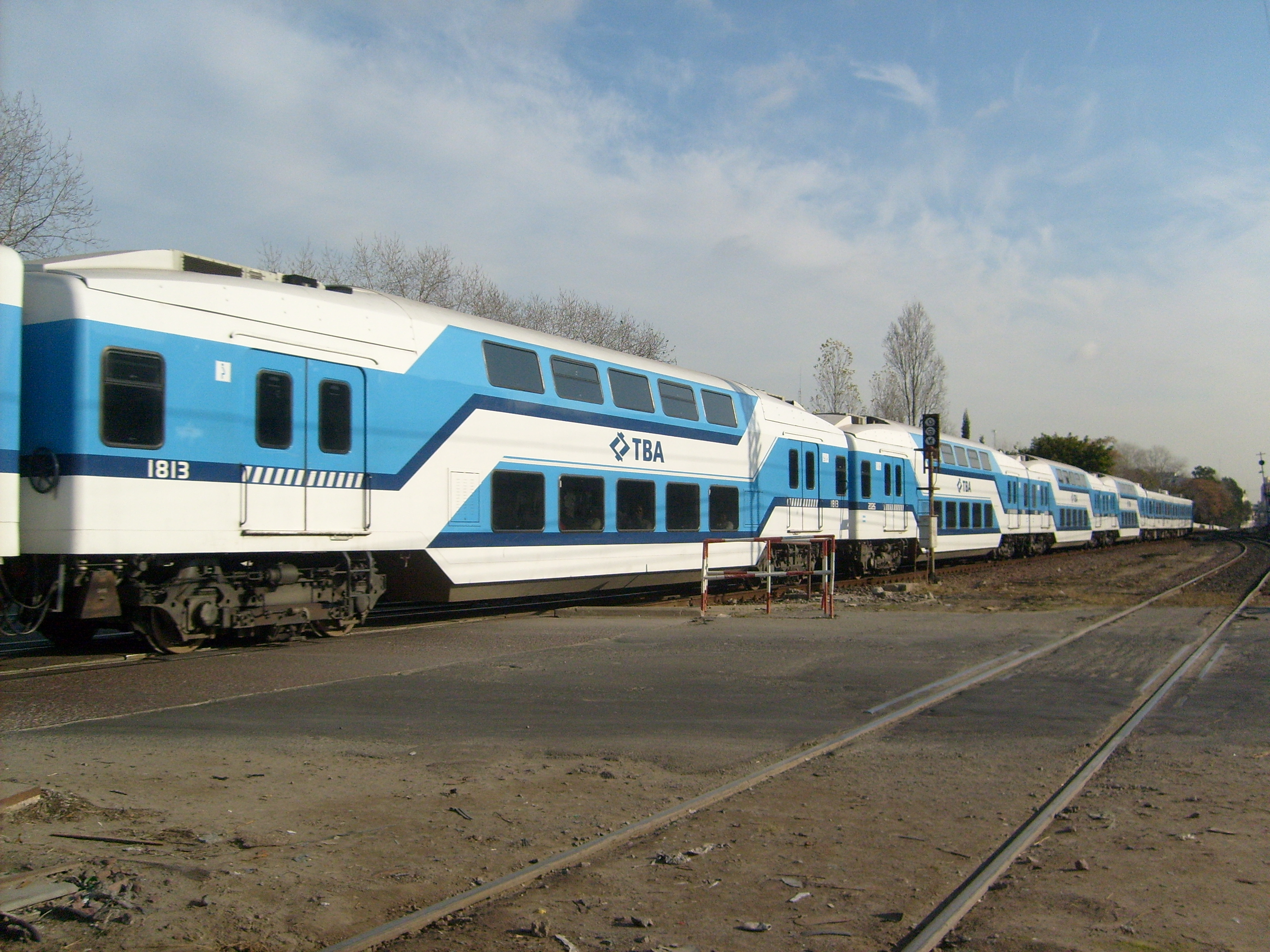
サルミエント線の"PUMA V.2"に連結されていた2階建て中間車

- PUMA V.3 - 2008年から導入が行われたバージョン。空気力学に基づき先頭車前面が流線形に変更されたほか、車両の現在位置を人工衛星を使って監視するGPSシステムを搭載[37]。座席は人間工学に基づく軽量のバケットシートを採用し、車両全体の軽量化を図っている。一部の車両は"PUMA V.2"と混結して運用されたうえ、2012年には後述のフローレス駅での事故で損傷した"PUMA V.2"が復旧時にこの"PUMA V.3"へ改造されている[37]。車体全体を紫色で塗装し、窓下に銀色の線を配置した塗装で登場した。

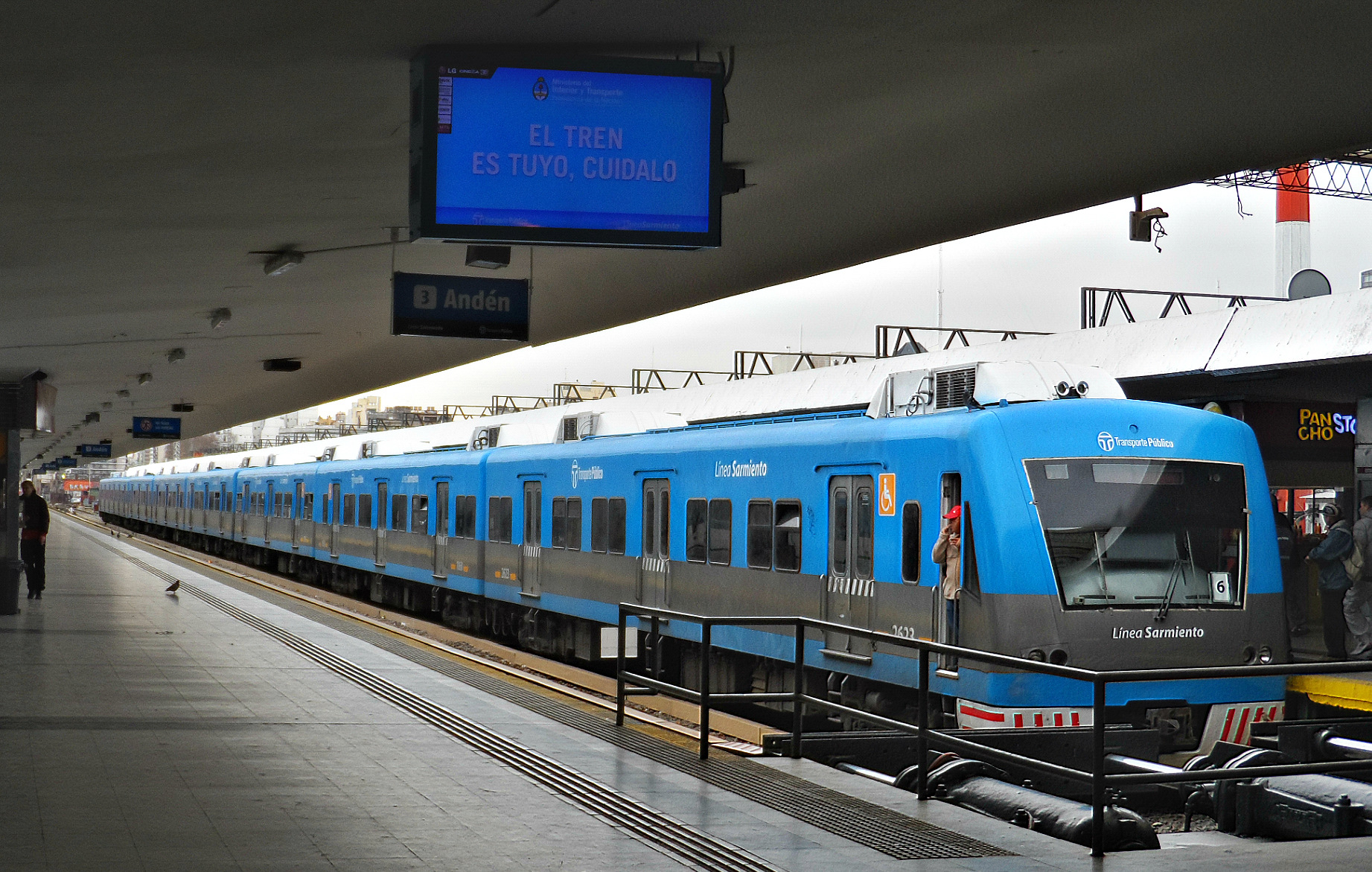
"PUMA V.3" サルミエント線
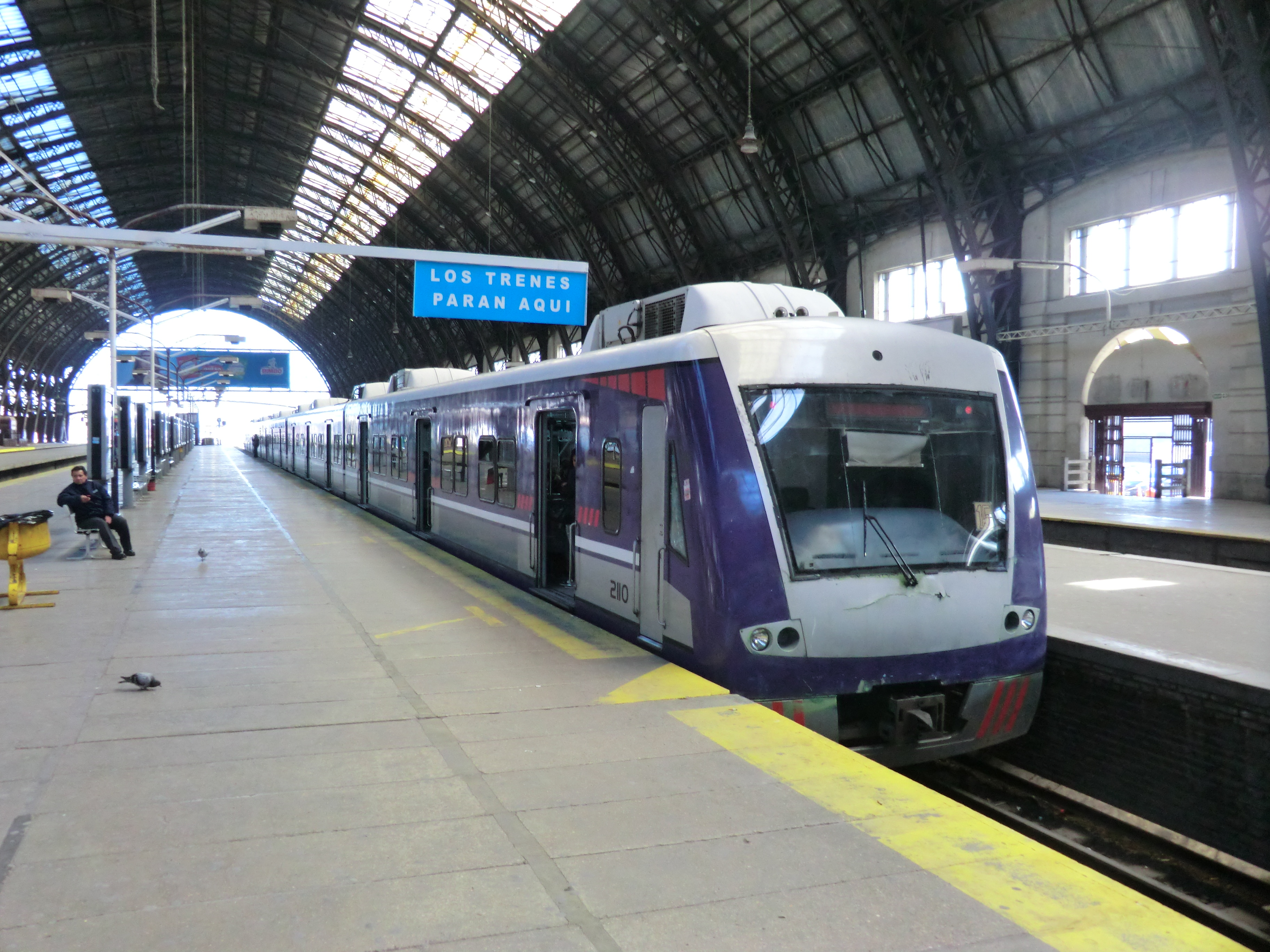
"PUMA V.3" ミトレ線
- "PUMA V.3"
ミトレ線での走行動画

- PUMA V.4 - V.3の中間車のうち4両を2階建て車両に変更した、サルミエント線向けの編成。2011年に登場し、1階建ての車両と2階建て車両が交互に連結される8両もしくは9両編成を構成していた[41]。この2階建て車両は"PUMA V.2"のものと同様に付随車として落成したが、将来的には増備により2階建て車両のみの編成にし、輸送効率を上げる計画が存在したため、アセア・ブラウン・ボベリ（ABB）社の電気機器を採用・搭載して電装するという契約が結ばれていた[2]ほか、一部車両の台車は中国製かつアルゼンチン初のボルスタレス台車を搭載し、連結器と車両間の幌以外は完全に新品を用いたものの、1973年に最後の車両が落成して以来、実に37年ぶりの新造・増備車両（新車）となった。需要に車両数が追いつかず、あまりの混雑により朝夕はドアが閉まらないまま運行されることが頻繁に見られたサルミエント線の輸送改善の期待をかけて登場した"PUMA V.4"であったが、後述の重大事故によるTBAの運営契約取り消しにより改造は途中で打ち切りとなった[44]。この2階建て車両は25両が製造される予定であったが、最終的に20両のみの製造となった[28]。塗装は後述の2階建て客車と同様のものである、銀色を基調とし、窓周りを紫、その下に細い赤線を配置した斬新なものを採用した。

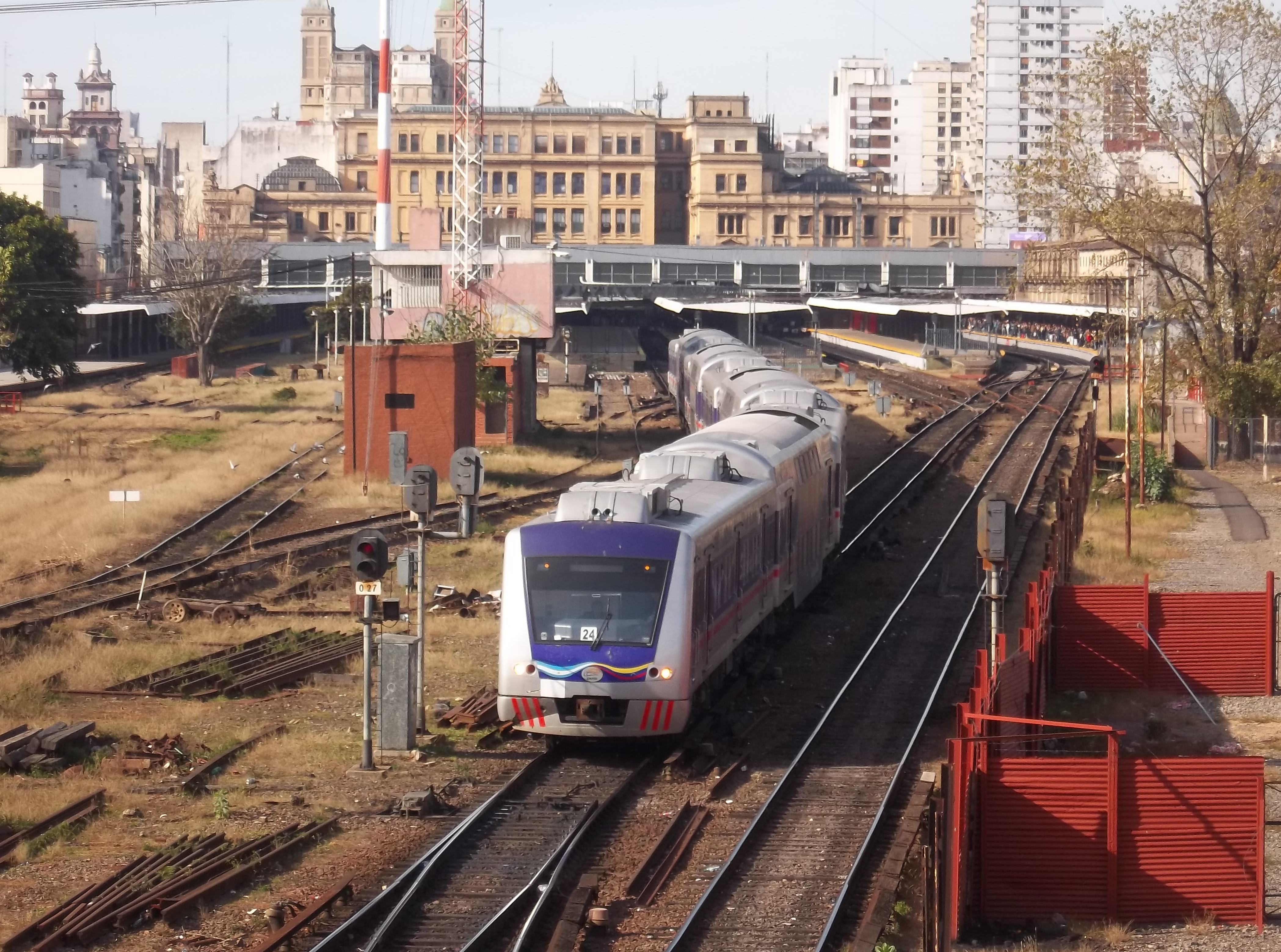
"PUMA V.4"
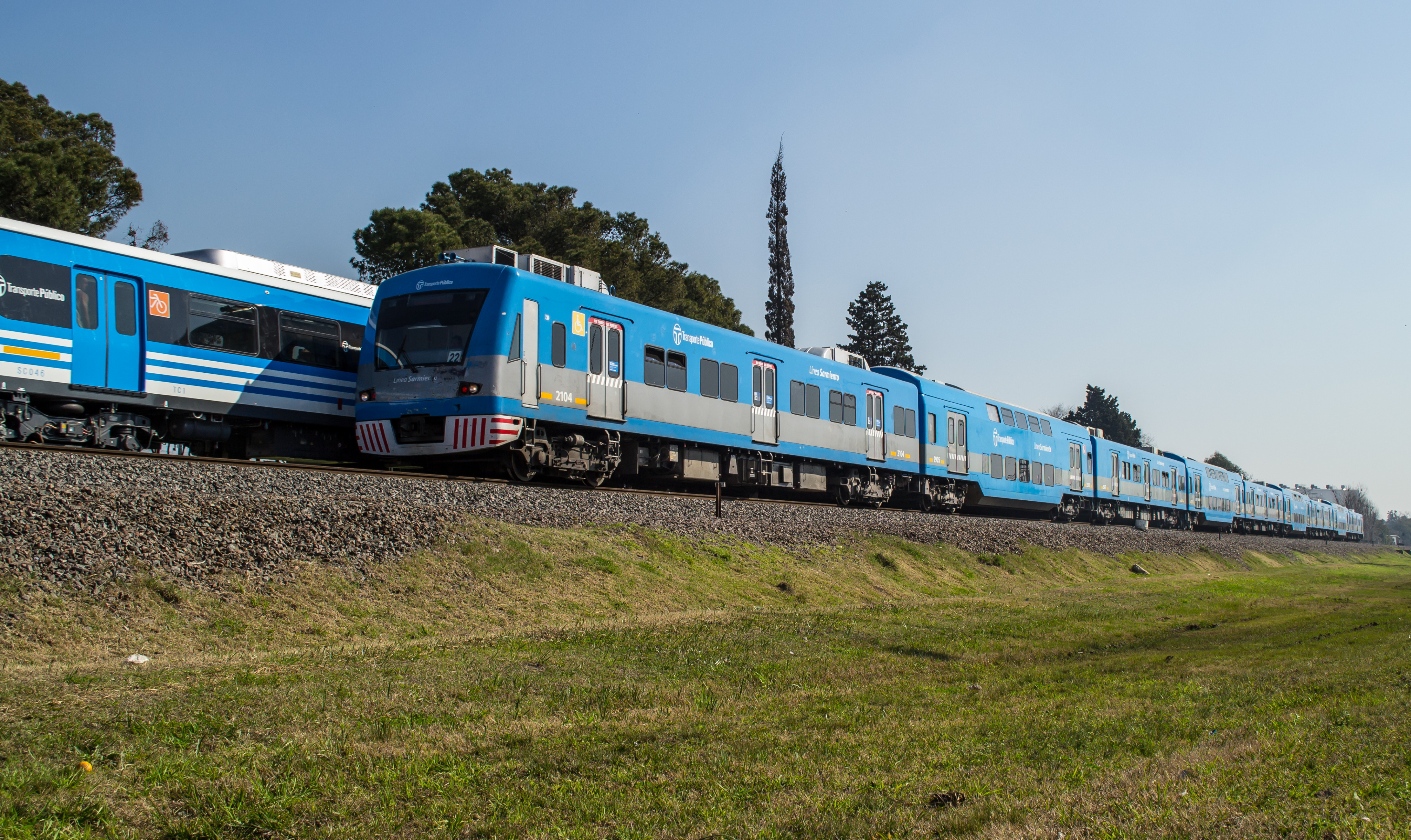
"PUMA V.4" 中間に2階建て車両が1階建て車両と交互に4両連結されている
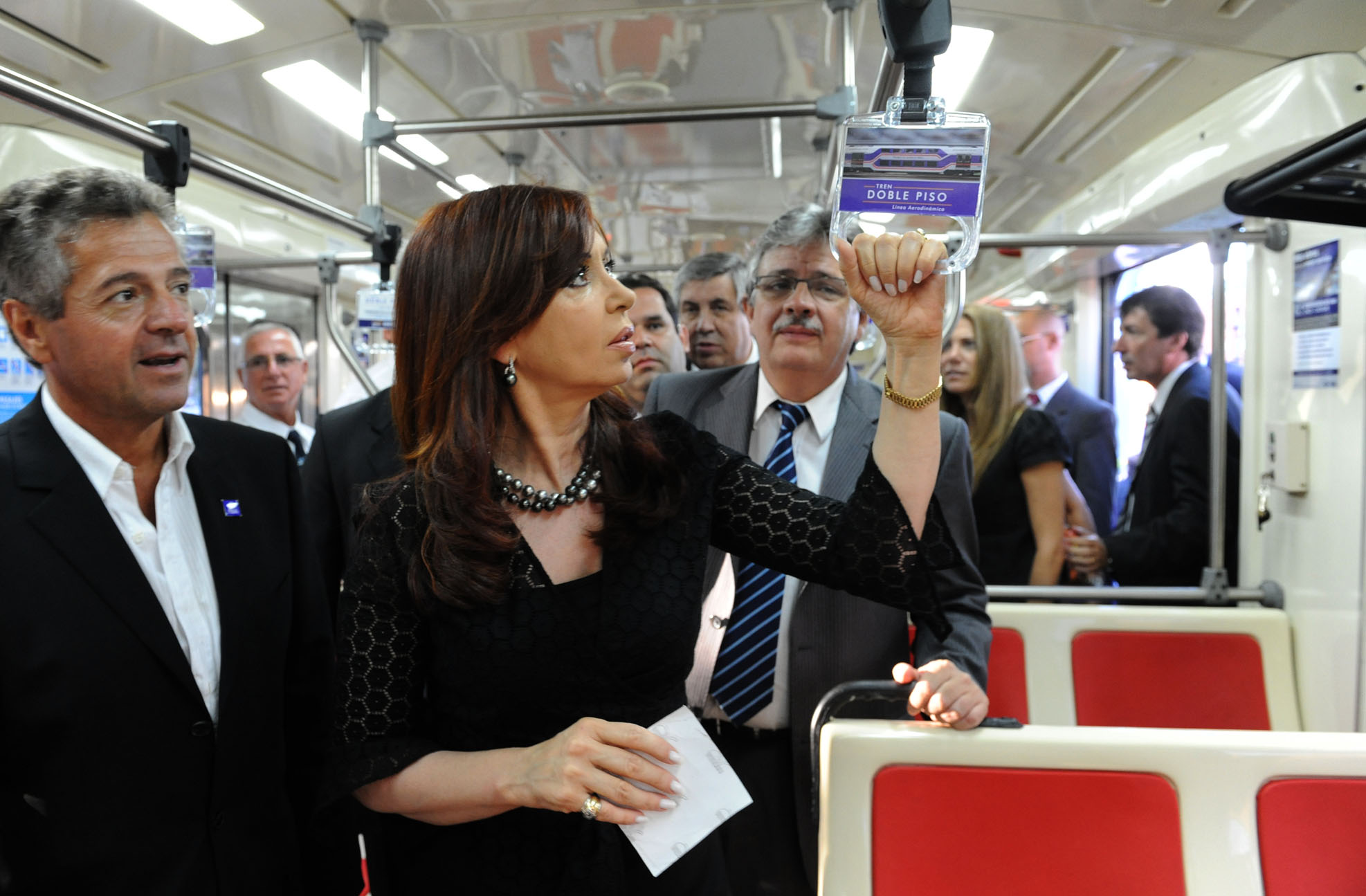
"PUMA V.4"の1階建ての車両の車内とそれを視察するクリスティーナ・フェルナンデス・デ・キルチネル大統領（当時）
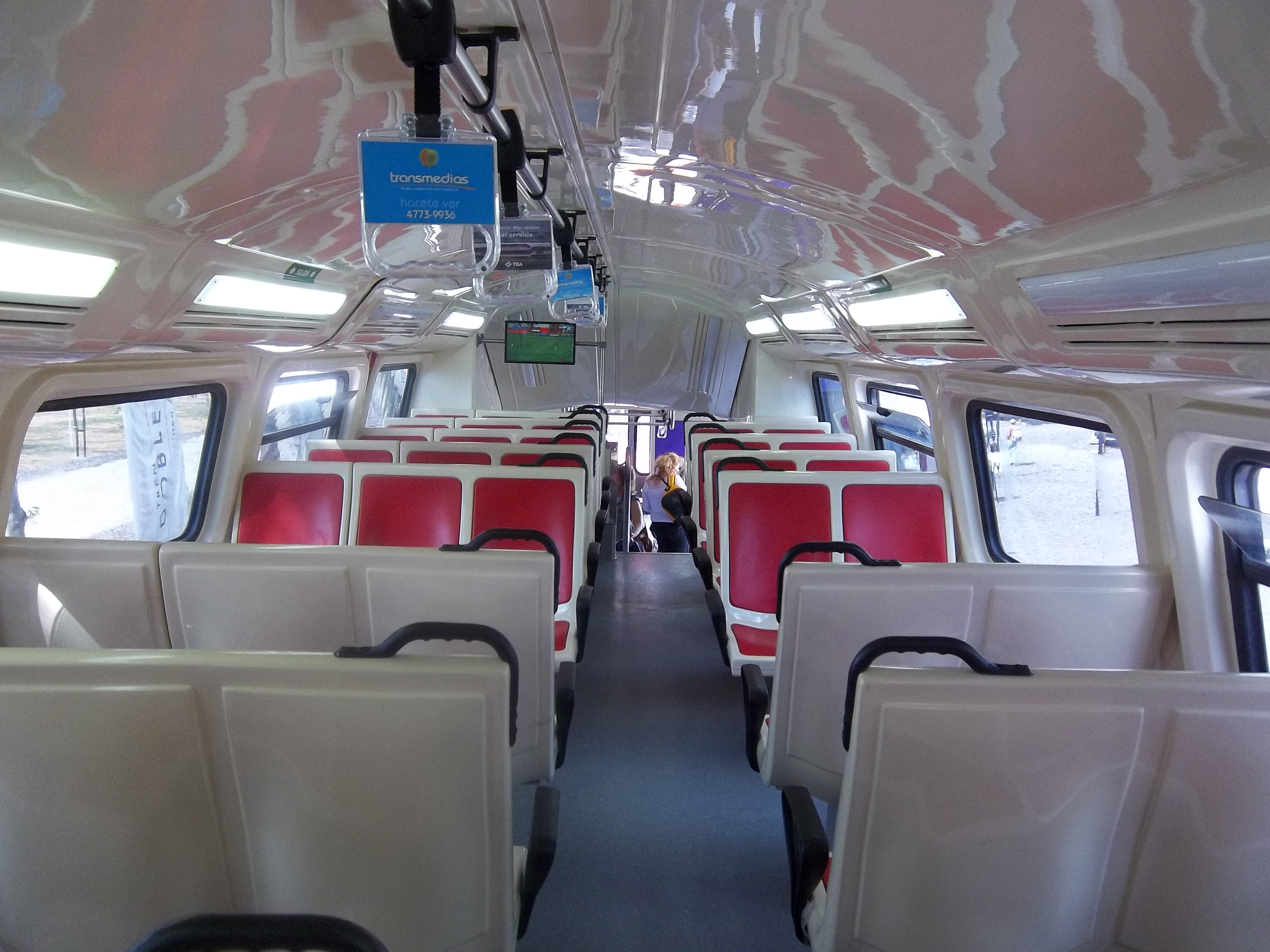
"PUMA V.4"の2階建て車両の車内（2階）
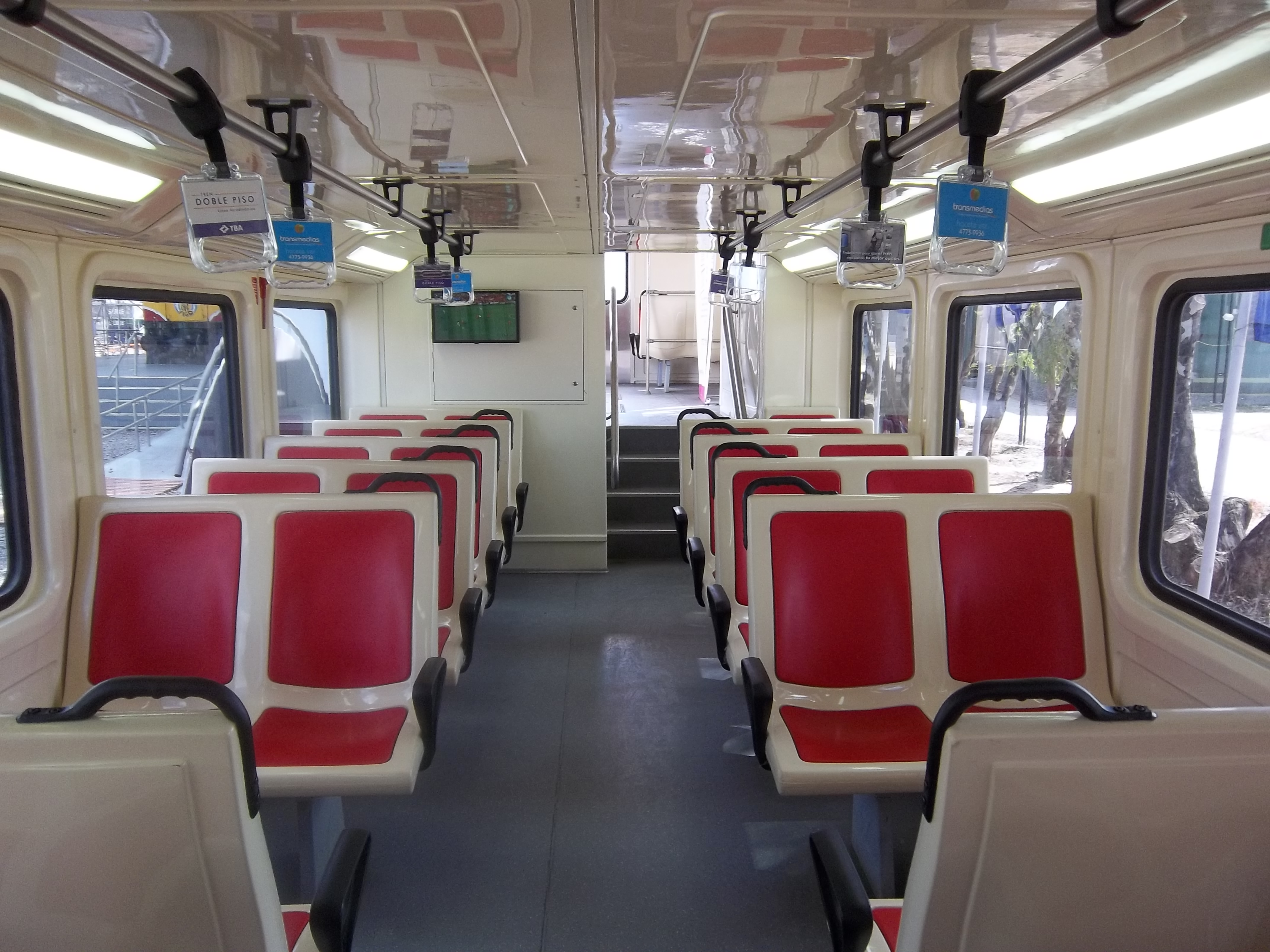
"PUMA V.4"の2階建て車両の車内（1階）

## 2階建て客車
2009年にTBAがサルミエント線に導入した客車である。台車、貫通幌と車両間の連結機自体および車体長、車体幅などの構造を"Toshiba"から流用しているが、会社としては「完全に新製」したことになっている。車体は"PUMA V.2"および"PUMA V.4"の2階建て車両とほぼ同様の設計であるが、ホームの低い非電化区間に対応するために車体両端にステップ付きの引き戸が設置されている点が大きな特徴。3両で1編成を構成し、通常はねじ式連結器のディーゼル機関車に牽引されるため、3両の両端になる車両の片側の連結器はねじ式となっているが、機関車と直接連結しない側の連結器は種車の柴田式密着連結器のままとなっている。3両間の貫通幌も種車と同様であるが、車番は種車と異なり151・152・153。車内には革張りのリクライニングシートが設置されており、冷暖房も完備。車内天井にはプラズマテレビとLCDモニターが設置され、WiFiも利用可能と大変豪華な仕様となっている。

この豪華な内装を活かし、"Servicio Difarencial"（通常とは異なるサービス）もしくは"VIP"と呼ばれる、「贅沢」かつ「追加の料金を払えば全員着席で通勤・通学ラッシュから解放される」特別な快速運用に使用される計画であったが、実際の運用では思うような成果を出すことが出来ず、電化区間と非電化区間を直通する通常の運用に使用された。しかし、その運用からも離脱し、3両のうちの両端の車両はネジ式連結機と柴田式密着連結機の両方をもつことから、柴田式密着連結機のみを装備"Toshiba"とネジ式連結機のみを装備するディーゼル機関車の間に連結されるアダプター扱いの控車として2019年現在も活躍している。

## 引退とその後

### 相次ぐ事故と引退までの経歴
前述の"PUMA"に代表されるリニューアル工事などの複数の施策は実施されたものの、TBAが所有していたサルミエント線・ミトレ線の電化施設の老朽化は整備不足もあって2010年代に入ると深刻なものになっており、ミトレ線では2010年にレティーロ・ミトレ - ホセ・レオン・スアレス系統のパレルモ駅付近で"PUMA V.2"が"Toshiba"に追突、サルミエント線では翌2011年のフローレス駅列車・バス衝突事故、そしてTBAが運営権を失った翌年の2013年にはカステラール駅付近とオンセ駅で"PUMA V.2"が衝突する事故など、多数の死傷者を伴う重大事故が頻発していた。
これらの事故の調査より、TBAは毎年、車両や設備の整備費用として多額の補助金を政府から受け取っていたが、実際にはすべての補助金が整備費に回されたわけではなく、最高責任者や幹部がドバイなどで豪遊旅行することにも使用されていたというデータも発見され、経営者のセルヒオ・クラウディオ・シリグリアーノは有罪判決を受けた。なお、2012年の「オンセの悲劇」については、当初の原因は運転士の口述より（"Toshiba"の空気圧縮機の動作不良に伴う）ブレーキ故障とされていたものの、その後の現場検証によって事故当該車両の空気圧縮機およびブレーキは通常通り機能をしていたことが判明し、実際の原因は運転士の操作ミスであるという判定が多数の研究者により出され、当該の運転士は有罪判決を受けた。
これらの事態を受け、アルゼンチン鉄道運営組織（SOFSE、新アルゼンチン国鉄）により再び国有化が行われたサルミエント線・ミトレ線では、施設の改善・近代化と併せて、修理時に交換する部品が枯渇してきたために一部車両を部品取りにしながら運用せざるを得ず、さらには短期間のうちに重大事故が相次いだサルミエント線においてメディアや一部の乗客がこれらの車両の老朽化に危機感を覚えたことを契機として、"Toshiba"と"PUMA"4種類を中国南車（現・中国中車）製の"Chino"（チーノ、中国製の意）もしくは"CSR Mitsubishi"（セーエセエレ・ミツビシ）と呼ばれる最新型電車へ全面的に置き換えることを決定した。
2014年に最初の中国製電車の編成が登場以降、置き換えは急速に進められ、"Toshiba"は同年11月をもってサルミエント線の定期運用から離脱し、ミトレ線においても翌2015年1月に定期運用から離脱。"PUMA"もサルミエント線からは同年内に、ミトレ線もサルミエント線と同時に定期運用から離脱したものの、沿線にホームスタジアムが存在する世界的なフットボール（サッカー）の強豪チーム・リーベル・プレートの試合開催日に同チームのサポーターを輸送するための臨時列車に使用するため、翌2016年まで現役を続けたが、同年内に全編成とも引退した。これにより"PUMA V.2"に連結された2階建て中間車両は登場から10年前後、"PUMA V.4"に連結された2階建て中間車両に至ってはわずか2 - 4年で運用を失うことになった。なお、"PUMA V.2"の2階建て中間車両を含む編成は2013年7月に上記の追突事故で一足早く運用から離脱していた。2階建ての車両は引退後も車両基地の裏側にまとめて留置されており、資産として国が保有しているほか、車両基地の従業員の休憩所としても利用されている。
運用から離脱した車両は"PUMA"四種類も含めてブエノスアイレス州内各地の留置線に移動され、劣化が進み転用が困難な車両と不審火で車体と台枠が大きく損傷した車両の合計数十両は既に政府により解体され、スクラップとして民間に売却されている。

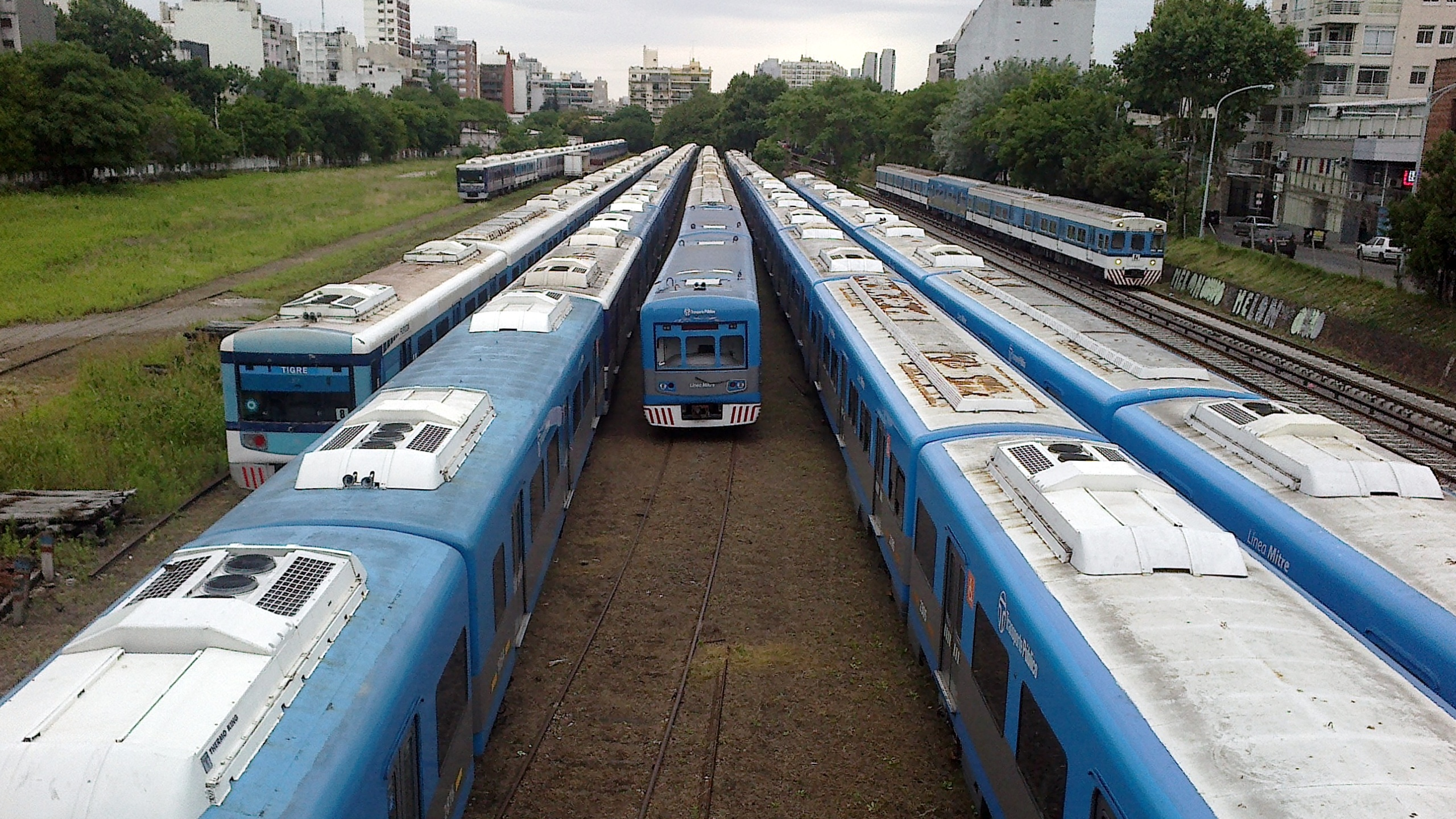
運用を離脱し留置線へ移動したミトレ線の"PUMA V.1"
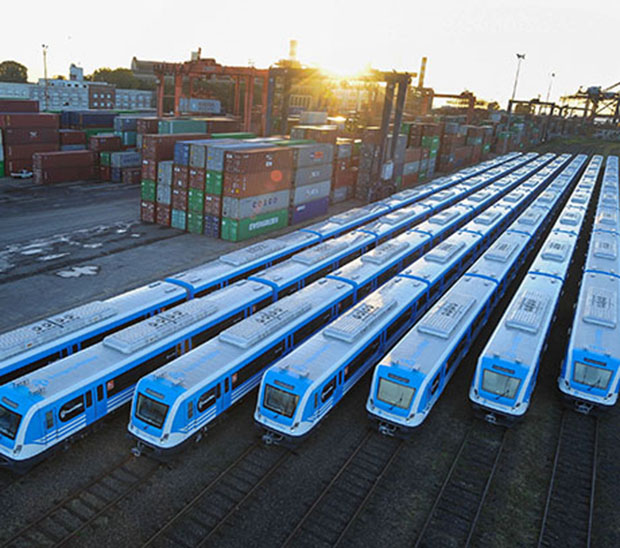
"Toshiba"置き換え用に導入された中国南車製の電車"Chino"/"CSR-Mitsubishi"

## 新たな活躍
前述の通り、運用を離脱した本形式各種の多くはブエノスアイレス州内各地の留置線に移動されたが、第三軌条方式かつ高床ホーム専用である特性から、転用先は限られており、そのためほとんどは引退後数年が経過してもなお留置線上で過ごしているものの、いくつかの車両は新たな用途での活躍を始めた。
サルミエント線の"Toshiba"1両（車番M.U.2628、1962年東急車輌製造）は電装解除と連結機をネジ式に交換したうえで救援車（車番をS.D.2628へ変更）に改造され活躍しているほか、同じくサルミエント線の"PUMA V.4"の中間車1両（M.U.2210、1961年東急車輌製造）が女性の権利を専門に扱う移動相談所となり、2019年以降運用を開始している。
2020年には、首都ブエノスアイレスとアルゼンチン各地を結ぶ中・長距離列車の増便・復活に合わせた新しい車両として、余剰となっていたサルミエント線の"PUMA V.2 Tren Doble Piso"、"PUMA V.4"の二階建て中間車両と、前述の二階建て客車3両を改造した新たな二階建て客車を登場させることが決定し、その改造を行う作業の入札が行われている。この転用工事の際には、元"PUMA"の車両に対しては連結器の交換と乗降ドアの移設およびステップの設置が、元二階建て客車の車両に対しては中間車両および両端の車両の中間車両側の連結器の交換と両端の車両の機関車連結側の貫通化が行われるほか、改造元の車両を問わず、車内は集団見合い式のリクライニングシートとなり、トイレも設置されることとなっている。
さらに、サルミエント線の"PUMA V.4"の中間車1両（二代目M.U.2007、新製時はミトレ線用のM.U.1018、1962年近畿車輛製造）が二両目の移動相談室へ改造され、2021年3月より運用を開始した。この車両は2019年に導入されたものと異なり、女性の権利の問題にとどまらず、障害を持つ人々への意識の変化を促すなどの役割を果たすことを目的としている点が特徴である。
2021年5月には、前述の"PUMA"2種類および2階建て客車の再改造に伴う車体強度検査のため、"PUMA V.4"2両（二階建て付随車M.U.2918 - 2012年EMFER製とM.U.2201 - 元番不明、新製時はミトレ線用の車両）と二階建て客車1両（151、2009年EMFER製）がタンダノール造船所へ配給された。ここでの強度試験の結果が良好な場合、2014年の引退から長い間休車状態で留置されているすべての二階建て車両が中・長距離列車用の客車へ再改造、転用される予定である。

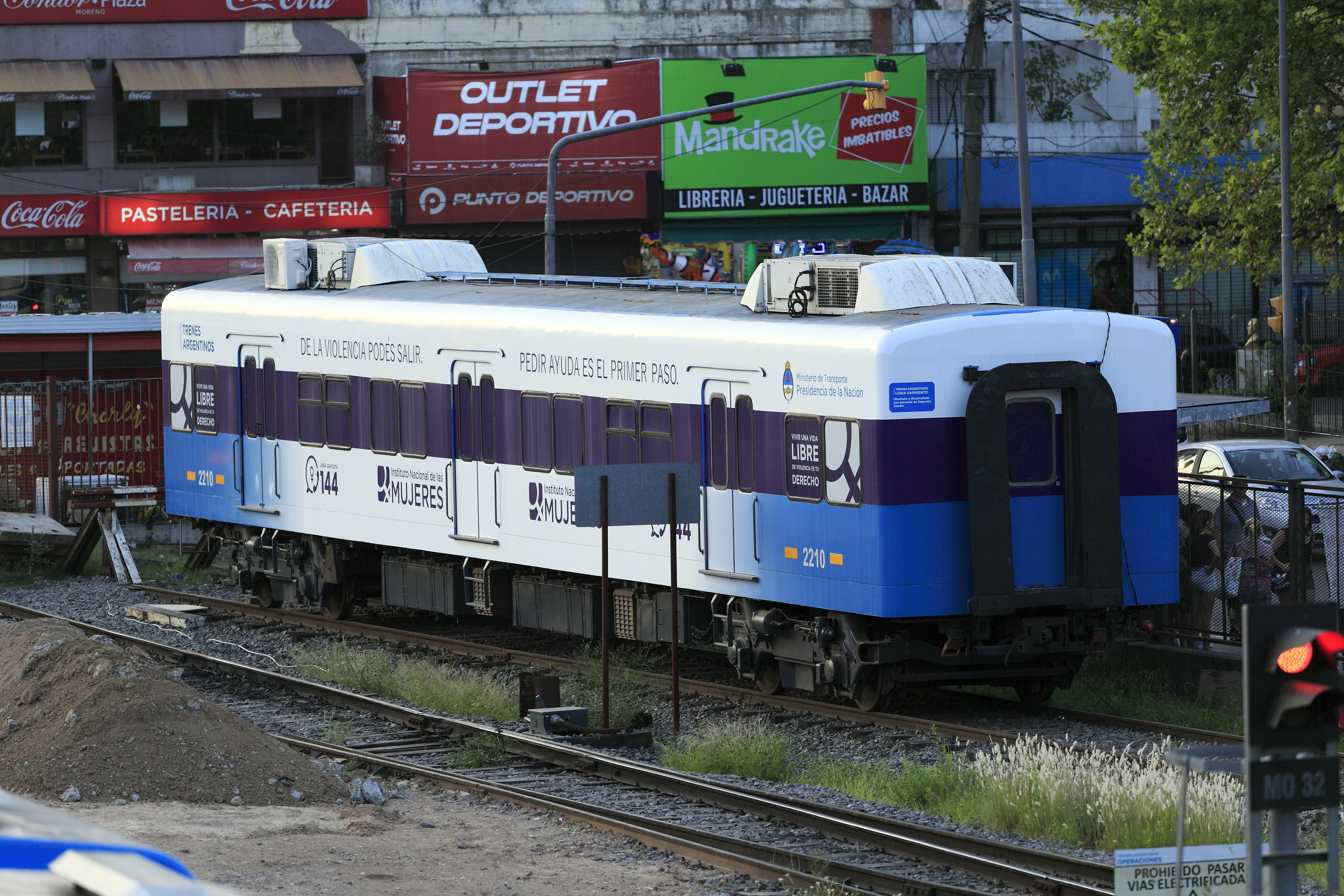
移動相談室へ改造された"PUMA V.4"の中間車

## 車両番号表
| 番号                                 | 製造                                                                            | 主な電気機器の製造                                   | 製造年                                  | 特徴                                  |
| ------------------------------------ | ------------------------------------------------------------------------------- | ---------------------------------------------------- | --------------------------------------- | ------------------------------------- |
| M.U. 2000 - 2039                     | 川崎車輌                                                                        | 東芝                                                 | 1956年                                  | トイレ設置車両                        |
| M.U. 2500 - 2514                     | 近畿車輛                                                                        | 東芝                                                 | 1956年                                  | 荷物室設置車両                        |
| M.U. 2070 - 2072 2075 2076 2079 2080 | 川崎車輌                                                                        | 東芝                                                 | 1959年                                  | トイレ設置車両                        |
| M.U. 2073 2074 2077 2078             | 近畿車輛                                                                        | 東芝                                                 | 1959年                                  | トイレ設置車両                        |
| M.U. 2100 - 2150                     | 近畿車輛                                                                        | 東芝                                                 | 1961年                                  | トイレ設置車両                        |
| M.U. 2200 - 2213                     | 東急車輌                                                                        | 東芝                                                 | 1961年                                  | トイレ設置車両                        |
| M.U. 2600 - 2624                     | 日本車輌                                                                        | 東芝                                                 | 1961年                                  | 荷物室設置車両                        |
| M.U. 2151 - 2199                     | 近畿車輛                                                                        | 東芝                                                 | 1962年                                  | トイレ設置車両                        |
| M.U. 2214 - 2219                     | 東急車輌                                                                        | 東芝                                                 | 1962年                                  | トイレ設置車両                        |
| M.U. 2625 - 2629                     | 東急車輌                                                                        | 東芝                                                 | 1962年                                  | 荷物室設置車両                        |
| M.U. 2300 - 2323                     | 近畿車輛                                                                        | 東芝                                                 | 1962年                                  |                                       |
| M.U. 2324 - 2326                     | 東急車輌                                                                        | 東芝                                                 | 1962年                                  |                                       |
| M.U. 2700 - 2702                     | 東急車輌                                                                        | 東芝                                                 | 1962年                                  | 荷物室設置車両                        |
| M.U. 2816                            | 川崎車輌                                                                        | 東芝                                                 | 1966年 車両としては1956年               | 全室荷物車両 1956年製のM.U.2016を改造 |
| M.U. 2350 - 2357                     | 軍事製造サン・マルティン将軍工場 （Fabricaciones Militares General San Martín） | 東芝 SIAM（Siam Di Tella）（主電動機・制動装置のみ） | 1971年 - 1973年                         |                                       |
| M.U. 2358 - 2365                     | 軍事製造サン・マルティン将軍工場 （Fabricaciones Militares General San Martín） | 東芝 SIAM（Siam Di Tella）（主電動機・制動装置のみ） | 1976年                                  |                                       |
| M.U. 2220 2221                       | 軍事製造サン・マルティン将軍工場 （Fabricaciones Militares General San Martín） | 東芝 SIAM?                                           | 不明                                    |                                       |
| M.U. 2901 - 2914                     | EMFER（元軍事製造サン・マルティン将軍工場）                                     | 付随車 計画上はABB                                   | 2010年 - 2012年                         | "PUMA V.4"用二階建て車両              |
| M.U. 2915 - 2918?                    | EMFER（元軍事製造サン・マルティン将軍工場）                                     | 付随車 計画上はABB                                   | 2012年 - 改造および製造中止により未完成 | "PUMA V.4"用二階建て車両              |
| S.D. 2628                            | 東急車輌                                                                        | 付随車                                               | 2015年 車両としては1962年               | 救援車 1962年製のM.U.2628を改造       |

出典はおよびより。
| 番号             | 製造     | 主な電気機器の製造 | 製造年                  | 特徴                                                             |
| ---------------- | -------- | ------------------ | ----------------------- | ---------------------------------------------------------------- |
| M.U. 1000 - 1028 | 近畿車輛 | 東芝               | 1962年                  |                                                                  |
| M.U. 1029 - 1053 | 日本車輌 | 東芝               | 1962年                  |                                                                  |
| M.U. 1054 - 1079 | 東急車輌 | 東芝               | 1962年                  |                                                                  |
| M.U. 1500 - 1524 | 日本車輌 | 東芝               | 1962年                  | 荷物室設置車両                                                   |
| M.U. 1750 - 1796 | 近畿車輛 | 東芝               | 1962年                  | トイレ設置車両                                                   |
| M.U. 1797 - 1814 | 東急車輌 | 東芝               | 1962年                  | トイレ準備工事車両                                               |
| M.U. 1525 - 1527 | 近畿車輛 | 東芝               | 不明 車両としては1961年 | 1962年近畿車輛製の M.U.1785 M.U.1794 M.U.1796 を事故復旧時に改番 |

出典はより。
60年に渡る運用の中で、複数の車両の番号が交換・変更された。以下に示す。
| 改番後の番号 | 改番前の番号             | 特徴                                   | 備考                                          |
| ------------ | ------------------------ | -------------------------------------- | --------------------------------------------- |
| M.U. 2005    | M.U.2015                 |                                        | 三代目                                        |
| M.U. 2005    | M.U.1046                 | 二階建て付随車 （試作車） 元ミトレ線用 | 二代目                                        |
| M.U. 2007    | M.U.1018                 | 元ミトレ線用                           | 二代目 ミトレ線用・サルミエント線用の番号交換 |
| M.U. 2021    | M.U.2360 または M.U.2362 |                                        | 二代目                                        |
| M.U. 2024    | M.U.2150                 |                                        | 二代目                                        |
| M.U. 2032    | M.U.2033                 |                                        | 二代目                                        |
| M.U. 2033    | M.U.2032?                |                                        | 二代目 M.U.2032の火災による番号交換？         |
| M.U. 2150    | 不明                     |                                        | 二代目                                        |
| M.U. 2163    | 不明                     |                                        | 二代目                                        |
| M.U. 2201    | M.U.2027?                |                                        | 二代目                                        |
| M.U. 2211    | 不明                     |                                        | 二代目                                        |
| M.U. 2214    | M.U.2211                 |                                        | 二代目                                        |
| M.U. 2316    | M.U.2608                 |                                        | 二代目                                        |
| M.U. 2318    | M.U.2355                 |                                        | 二代目                                        |
| M.U. 2355    | 不明                     |                                        | 二代目                                        |
| M.U. 2360    | 不明                     |                                        | 二代目                                        |
| M.U. 2361    | M.U.2163                 |                                        | 二代目                                        |
| M.U. 2362    | 不明                     |                                        | 二代目                                        |
| M.U. 2364    | M.U.1071                 | 元ミトレ線用                           | 二代目 ミトレ線用・サルミエント線用の番号交換 |
| M.U. 2603    | M.U.1507                 | 元ミトレ線用                           | 二代目 ミトレ線用・サルミエント線用の番号交換 |
| M.U. 2606    | 不明                     |                                        | 二代目                                        |
| M.U. 1004    | M.U.1788                 |                                        | 二代目                                        |
| M.U. 1018    | M.U.2007                 | 元サルミエント線用                     | 二代目 ミトレ線用・サルミエント線用の番号交換 |
| M.U. 1031    | M.U.1036                 |                                        | 二代目                                        |
| M.U. 1036    | M.U.1031                 |                                        | 二代目                                        |
| M.U. 1056    | 不明                     |                                        | 二代目                                        |
| M.U. 1057    | M.U.1059                 |                                        | 二代目                                        |
| M.U. 1059    | M.U.1057                 |                                        | 二代目                                        |
| M.U. 1068    | 不明                     |                                        | 二代目                                        |
| M.U. 1071    | M.U.2364                 | 元サルミエント線用                     | 二代目 ミトレ線用・サルミエント線用の番号交換 |
| M.U. 1507    | M.U.2603                 | 元サルミエント線用                     | 二代目 ミトレ線用・サルミエント線用の番号交換 |
| M.U. 1766    | M.U.1770                 |                                        | 二代目                                        |
| M.U. 1770    | M.U.1766                 |                                        | 二代目                                        |
| M.U. 1788    | 不明                     |                                        | 二代目                                        |

## 関連項目

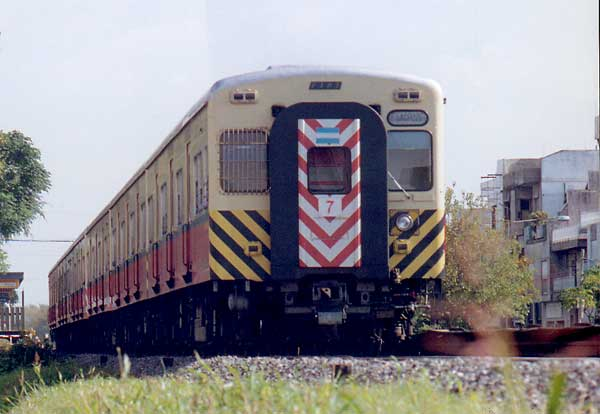
ウルキサ線向け電車
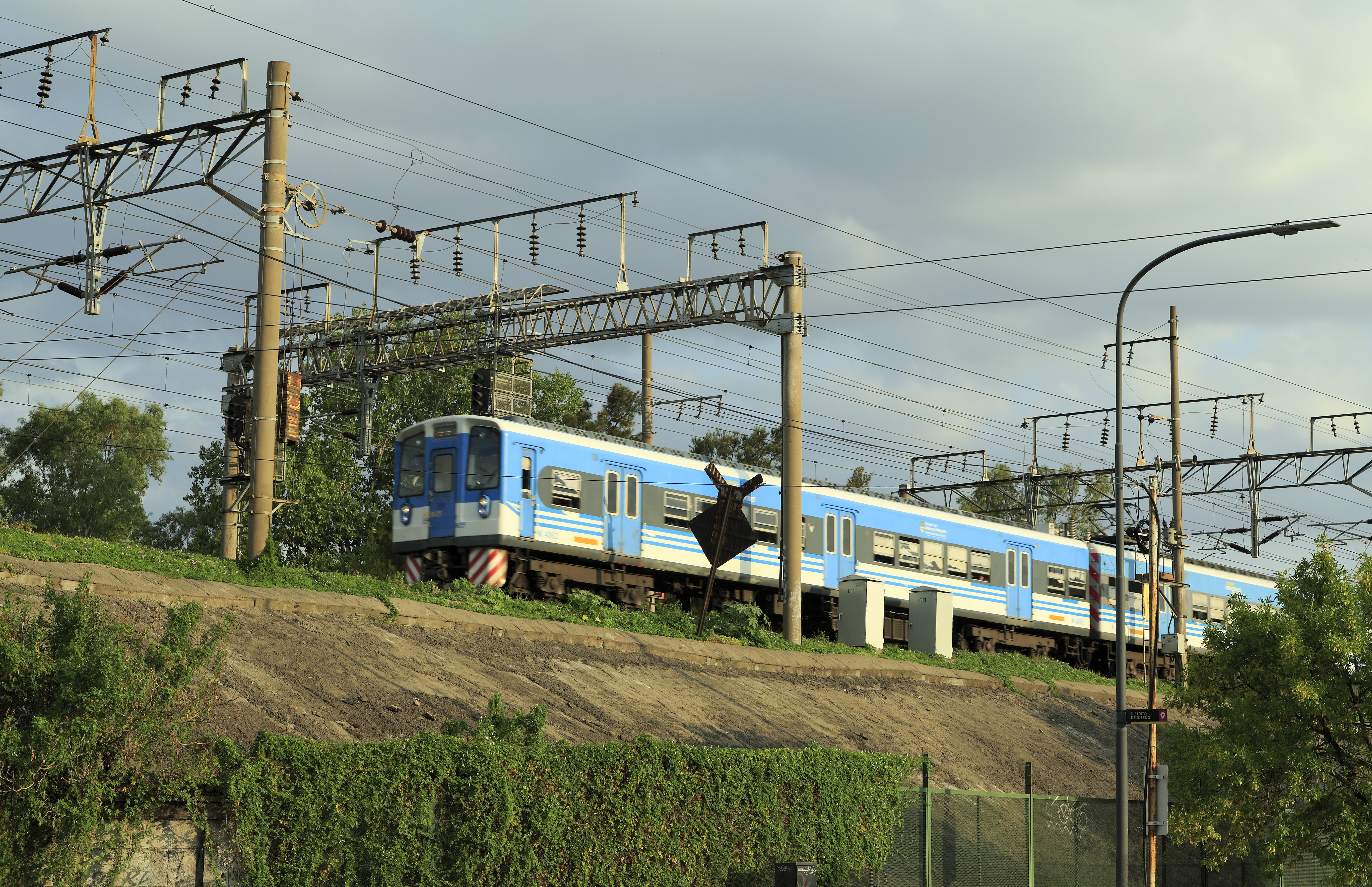
ロカ線向け電車

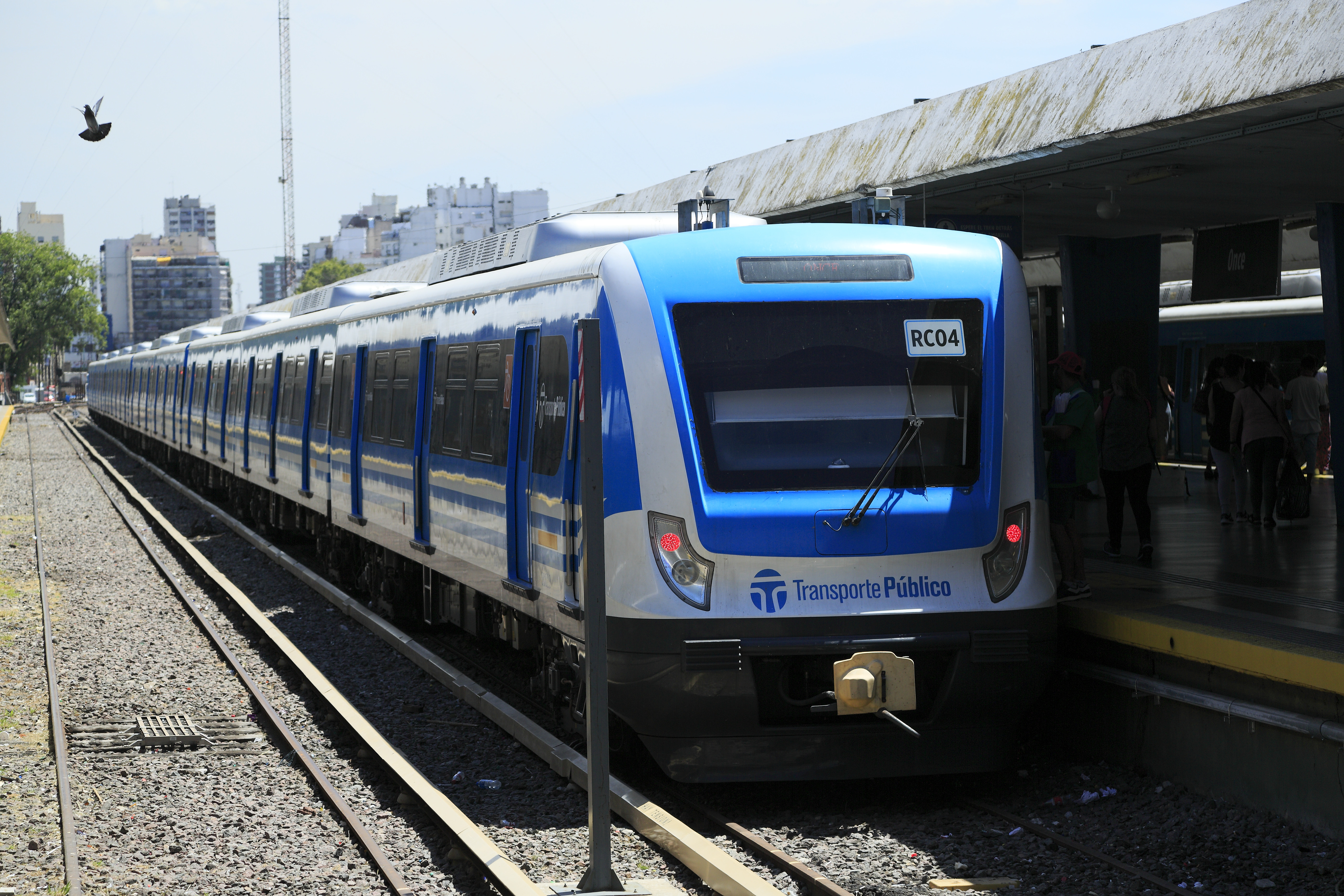
サルミエント線向け編成
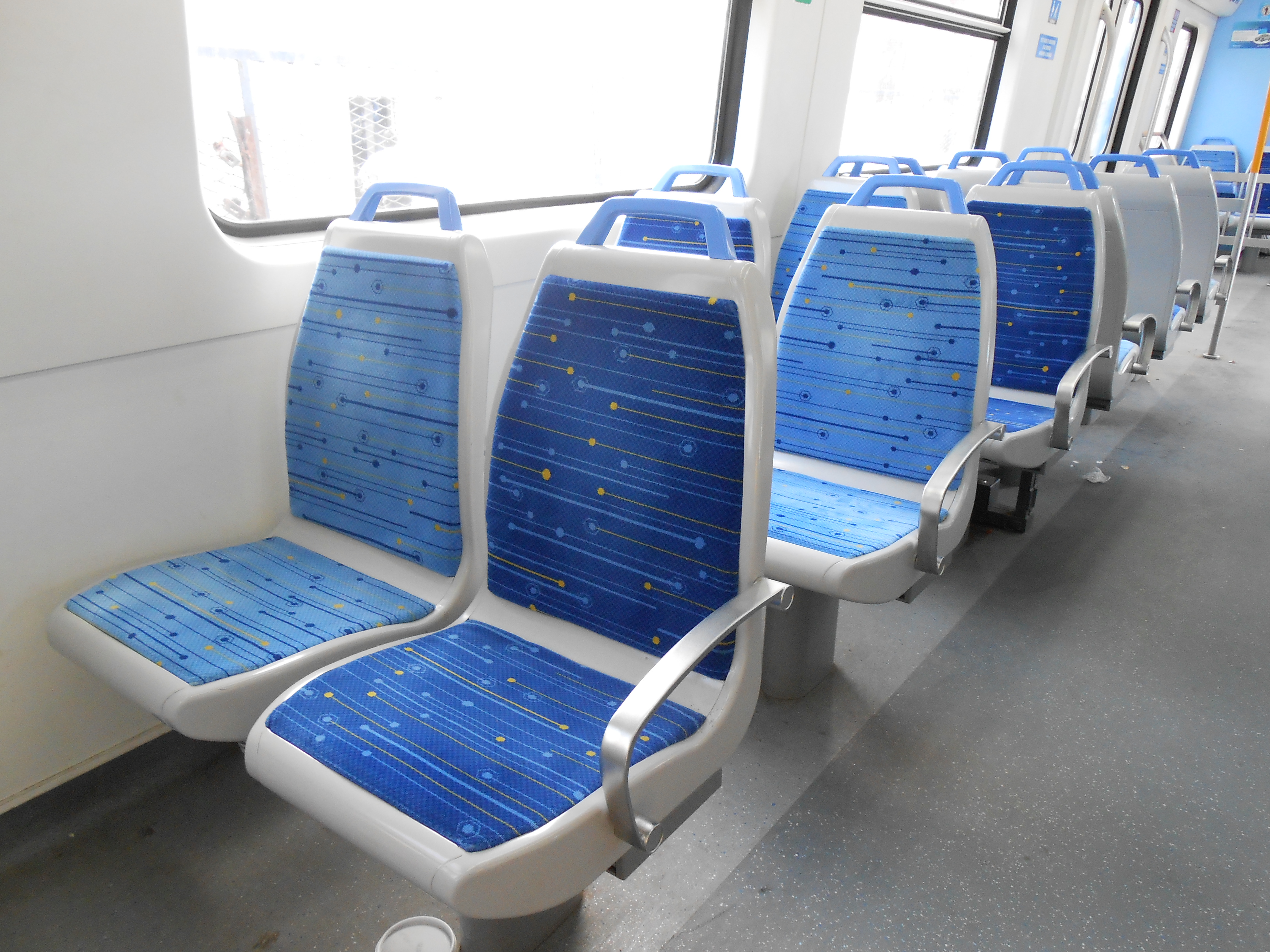
車内